# Beyoncé
Beyoncé (wym. [biˈjɒnseɪ]) Giselle Knowles-Carter (ur. 4 września 1981 w Houston) – amerykańska piosenkarka muzyki pop i R&B, aktorka, autorka piosenek, producentka muzyczna, tancerka, reżyserka i businesswoman.
Jako dziecko uczestniczyła w konkursach wokalno-tanecznych. Profesjonalną karierę muzyczną rozpoczęła jako liderka girlsbandu Destiny’s Child, który został jednym z najlepiej sprzedających się zespołów żeńskich na świecie. W 2000 podpisała kontrakt z wytwórnią muzyczną na solowy album, Dangerously in Love, który wydała w 2003. Krążek osiągnął sukces komercyjny, dzięki singlom „Crazy in Love” i „Baby Boy”. W 2006 po zakończeniu działalności Destiny’s Child opublikowała płytę pt. B’Day, którą promowała m.in. singlami: „Déjà Vu”, „Irreplaceable”, czy „Beautiful Liar”. W 2007 została wydana ścieżka dźwiękowa do filmu Dreamgirls, do której Beyoncé nagrała m.in. utwór „Listen”. Jej trzeci krążek pt. I Am... Sasha Fierce promowany był hitami: „Single Ladies”, „Halo”, „Diva” i „If I Were a Boy”.
W 2011 wydała album pt. 4, wraz z singlami: „Run the World (Girls)” i „Love on Top”. W 2013 wystąpiła w trakcie Super Bowl XLVII halftime show oraz opublikowała płytę zatytułowaną Beyoncé, która była jej pierwszym „albumem wizualnym”. Kolejny krążek artystki pt. Lemonade został dobrze przyjęty przez fanów oraz krytyków i okrzyknięto go najlepiej sprzedającym się albumem w 2016. W 2018 wydała płytę Everything is Love, która powstała we współpracy z mężem Jayem-Z. W 2022 rozpoczęła trzyczęściową trylogię albumów, wydając dotychczas Renaissance (2022) i Cowboy Carter (2024). Pochodzące z płyt single – „Break My Soul”, „Cuff It” i „Texas Hold ’Em” – osiągnęły sukces komercyjny.
Oprócz kariery muzycznej Beyoncé jest zaangażowana w projekty filmowe. Na ekranie zadebiutowała w filmie Carmen: A Hip Hopera. Następnie zagrała w filmach: Austin Powers i Złoty Członek (2002), Wojna pokus (2003) oraz Różowa Pantera (2006). Za zagranie głównej roli w filmie muzycznym Dreamgirls (2006) otrzymała nominację do Złotego Globu. W 2019 użyczyła głosu do nowej wersji filmu Król lew. Pełniła role producenta, scenarzysty i reżysera w kilku dokumentach muzycznych oraz wizualizacjach albumowych. Do jej autorskich projektów należą filmy: Lemonade (2016), Homecoming: A Film by Beyoncé (2019), Black Is King (2020) oraz Renaissance: A Film by Beyoncé (2023). W 2021 wydała piosenkę „Be Alive”, za którą otrzymała nominację do Oscara. Za swoje zaangażowanie na rzecz filmu oraz telewizji otrzymała: nagrodę Primetime Emmy, Peabody Award, dwie Czarne Szpule, Kryształową Statuetkę, MTV Movie Award oraz dwie nominacje do nagrody Satelity.
Jest najczęściej honorowanym i nominowanym artystą w historii Grammy, z 35 wyróżnieniami (32 solowo oraz 3 jako członkini Destiny’s Child). Jest również najczęściej nagradzaną artystką w historii BET Awards (32 nagrody), Soul Train Music Awards (21 nagród) oraz NAACP Image Awards (27 nagród). Ponadto, z 30 nagrodami MTV Video Music Awards, jest współrekordzistką pod względem liczby zdobytych statuetek. Tygodnik Billboard uznał ją za największą popową gwiazdę XXI wieku, natomiast magazyn Rolling Stone ósmą z 200 najlepszych piosenkarzy wszech czasów. W 2021 magazyn Pollstar nadał jej tytuł artystki koncertowej dekady 2010–2019. Posiadając na koncie 200 mln sprzedanych singli, jest jedną z najlepiej sprzedających się artystów na świecie. W lutym 2010 została uznana przez RIAA za najczęściej certyfikowaną wokalistkę dekady 2000–2009. W 2024 została najczęściej wyróżnianą certyfikatami artystką przez zrzeszenie amerykańskich wydawców muzyki.

## Życiorys

### 1981–1997: Rodzina, edukacja i początek kariery

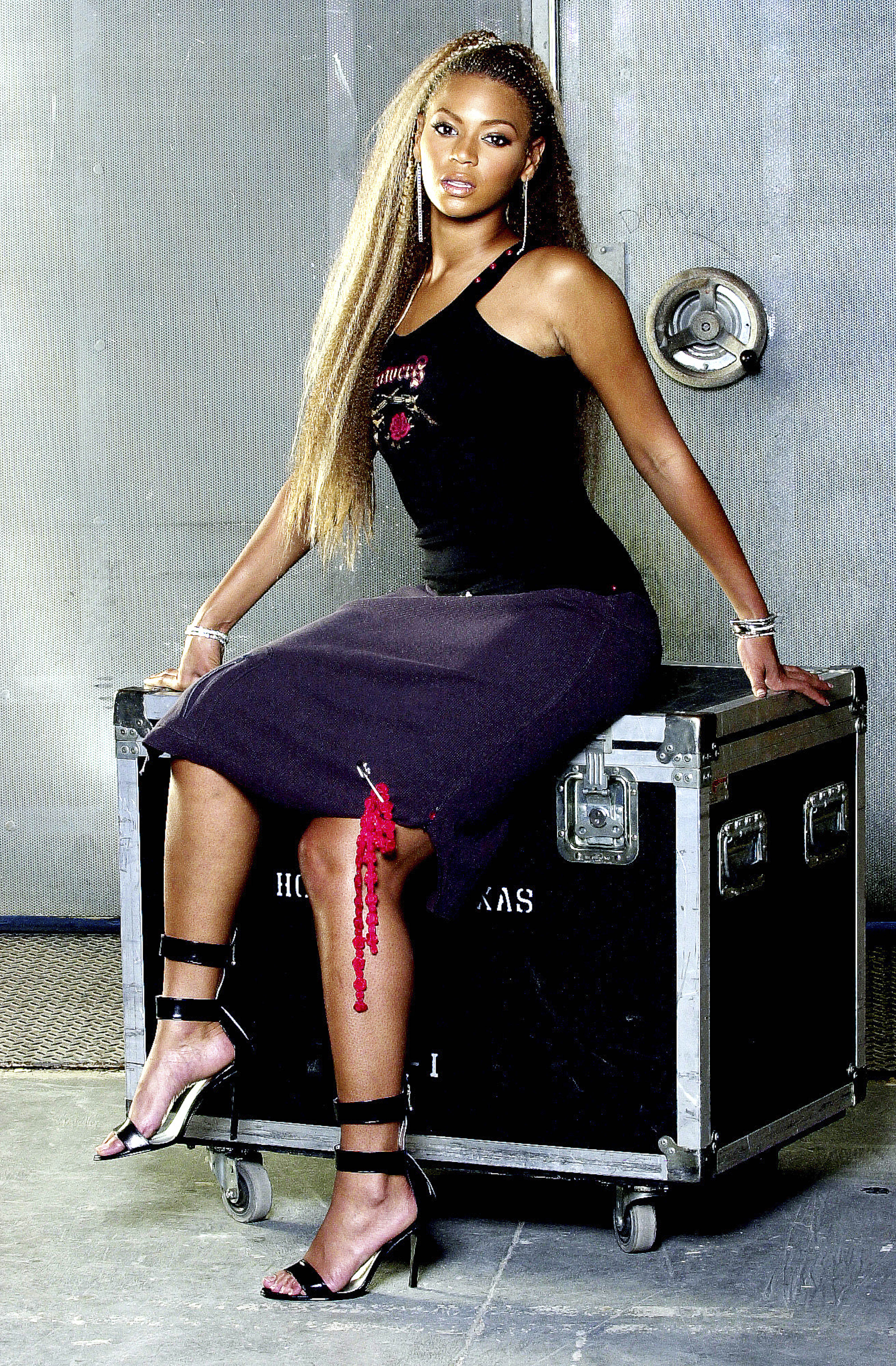
Beyoncé (2001)

Urodziła się w Houston, w stanie Teksas jako córka Mathew, menedżera oraz producenta, i Tiny, stylistki fryzur i projektantki. Jej ojciec jest Afroamerykaninem, a matka luizjańską Kreolką (ma pochodzenie indiańskie, afroamerykańskie i francuskie). Została wychowana w tradycyjnej, chrześcijańskiej rodzinie, tradycji protestanckiej. Młodszą siostrą Knowles jest Solange, wokalistka, modelka i aktorka. Imię Beyoncé stanowiło hołd wobec matki Tiny Knowles, której nazwisko brzmiało Beyincé.
Uczęszczała do St. Mary’s Elementary School w Teksasie, gdzie brała udział w zajęciach tanecznych, na których uczyła się m.in. jazzu i baletu. W wieku siedmiu lat wzięła udział w pierwszym konkursie, wykonując „Imagine” Johna Lennona; po występie uzyskała owacje na stojąco i ostatecznie zwyciężyła w konkursie. Krótko po tym zaczęła wzbudzać zainteresowanie lokalnej prasy; dziennik Houston Chronicle wspomniał o jej nominacji do nagrody The Sammy.
W 1990 uczęszczała do Parker Elementary School, szkoły muzycznej w Houston, gdzie była członkinią chóru. Poza tym ukończyła High School for the Performing and Visual Arts oraz Alief Elsik High School. Beyoncé przez dwa lata występowała również w chórze Zjednoczonego Kościoła Metodystycznego St. John’s.
W wieku ośmiu lat, podczas jednego z przesłuchań, poznała LaTavię Roberson. Obie, wraz z przyjaciółką Beyoncé Kelly Rowland, utworzyły zespół Girl’s Tyme; liczba członkiń ostatecznie zwiększyła się do sześciu. Grupa stała się popularna w Stanach Zjednoczonych, co sprawiło, że do Houston udał się producent muzyczny Arne Frager. Zaprosił Girl’s Tyme do swojego studia, The Plant Recording Studios, w Północnej Kalifornii i uznał, że to Knowles powinna być liderką, gdyż nie tylko potrafi dobrze śpiewać, ale ma odpowiednią osobowość. Chcąc, aby zespół podpisał kontrakt z dużą wytwórnią, Frager zgłosił go do Star Search, najpopularniejszego ówcześnie programu młodych talentów. Girl’s Tyme nie udało się jednak odnieść sukcesu, ponieważ, jak stwierdziła Knowles, ich piosenka nie była wystarczająco dobra.

### 1997–2001: Era Destiny’s Child
Czerpiąc inspirację z Księgi Izajasza, zespół w 1993 zmienił nazwę na Destiny’s Child. Od tego czasu grupa występowała podczas lokalnych wydarzeń, a w 1997 roku podpisała umowę z Columbia Records oraz nagrała debiutancką piosenkę w wytwórni, „Killing Time”, która została umieszczona na ścieżce dźwiękowej filmu Faceci w czerni. W 1998 zespół wydał album pt. Destiny’s Child, z którego pochodził pierwszy znany hit, „No, No, No”. Płyta uczyniła z Destiny’s Child grupę rozpoznawalną w całych Stanach Zjednoczonych oraz przyniosła jej trzy nagrody Soul Train Music Awards. Zespół w 1999 dotarł na szczyty list przebojów za sprawą multiplatynowego albumu The Writing’s on the Wall, z którego pochodzą przeboje: „Bills, Bills, Bills” (pierwszy singel numer jeden), „Jumpin’, Jumpin’” i „Say My Name”. Za ostatni hit grupa odebrała nagrodę Grammy za najlepszy utwór R&B duetu lub grupy. The Writing’s on the Wall rozszedł się w sumie w ponad 8 milionach kopii, stając się przełomowym albumem w twórczości Destiny’s Child.
W 2000 zespół wydał piosenkę „Independent Women Part I”, wydaną na ścieżce dźwiękowej filmu Aniołki Charliego. Utwór okazał się najpopularniejszym singlem w karierze zespołu, pozostając na 1. miejscu Billboard Hot 100 przez jedenaście tygodni. Trzeci album zespołu, Survivor, ukazał się w maju 2001 i zadebiutował na 1. miejscu Billboard 200, rozchodząc się w pierwszym tygodniu w 663 tysiącach egzemplarzach. Survivor sprzedał się w sumie w ponad 10 milionach kopii na świecie. Pochodzące z niego single „Survivor” oraz „Bootylicious” uplasowały się na szczycie Hot 100, a „Survivor” zdobył dodatkowo nagrodę Grammy dla najlepszej piosenki R&B duetu lub grupy. Po premierze albumu świątecznego 8 Days of Christmas zespół ogłosił przerwę, gdyż wszystkie członkinie pragnęły zająć się projektami solowymi.

### 2000–2002: Początki kariery solowej i aktorskiej

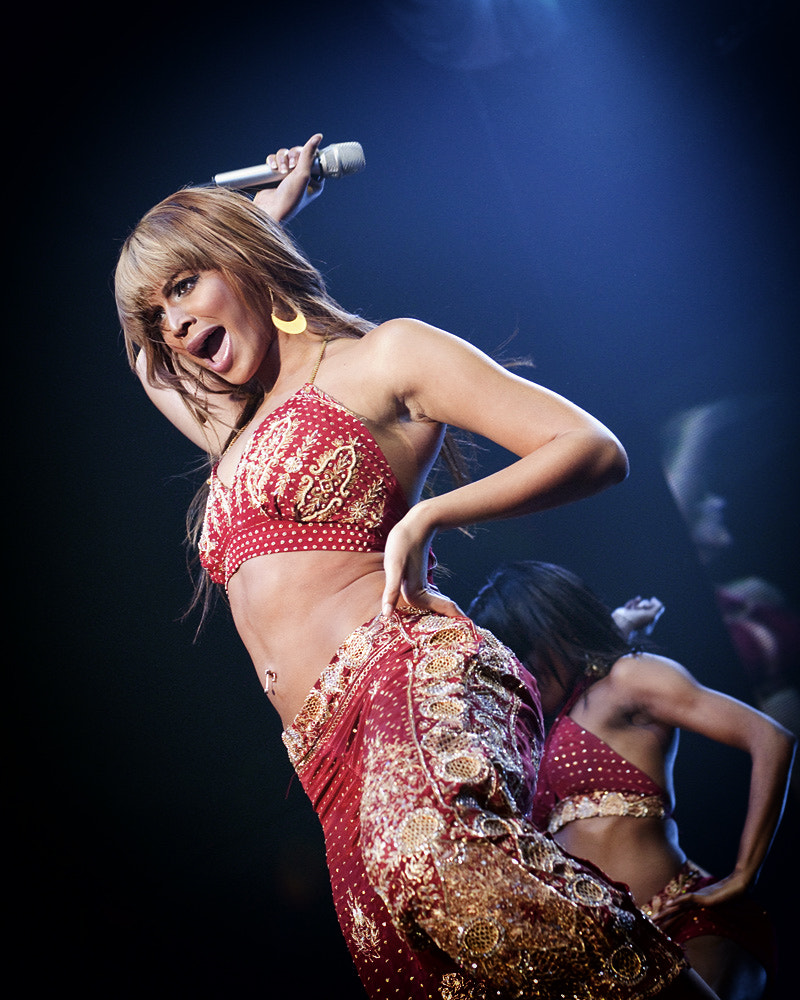
Beyoncé (2003)

W 2000 Knowles podpisała z Columbia Records kontrakt na wydanie trzech albumów. Jednak już wtedy, gdy była członkinią Destiny’s Child próbowała swych sił w twórczości solowej. Nagrała w duecie z Marcem Nelsonem utwór „After All Is Said and Done” na ścieżkę dźwiękową filmu The Best Man z 1999. Na początku 2001, kiedy zespół kompletował Survivor, Beyoncé zagrała główną rolę w obrazie Carmen: A Hip Hopera. Film był współczesną adaptacją opery Carmen francuskiego kompozytora Georges’a Bizeta.
W 2002 Beyoncé wcieliła się w postać Foxxy Cleopatry w filmie Austin Powers i Złoty Członek. Obraz okazał się komercyjnym sukcesem, zarabiając w pierwszym tygodniu 73,1 miliona dolarów. Pierwszy solowy singel Knowles, „Work It Out”, pochodził ze ścieżki dźwiękowej filmu. Rok później wokalistka wystąpiła u boku Cuby Goodinga Jr. w komedii romantycznej Wojna pokus i nagrała z myślą o nim kilkanaście piosenek, w tym m.in.: „Fighting Temptation” (z udziałem Missy Elliott, MC Lyte i Free), a także cover utworu „Fever”.
W 2003 Knowles nagrała wraz ze swoim ówczesnym partnerem, Jayem-Z, piosenkę „’03 Bonnie & Clyde”, a także wydała własną wersję „In da Club” 50 Centa. Poza tym, w duecie z Lutherem Vandrossem, nagrała utwór „The Closer I Get to You”, w oryginale wykonywany przez Robertę Flack oraz Donny’ego Hathawaya w 1977. Wersja Vandrossa i Beyoncé otrzymała nagrodę Grammy w kategorii najlepszy utwór R&B zespołu lub duetu; na tej samej gali Vandross wygrał statuetkę za „Dance with My Father”, w nagrywaniu którego również wzięła udział Knowles.

### 2003–2004:Dangerously in Love
Po premierach debiutanckich płyt Williams i Rowland, Knowles również wydała pierwszy solowy album, Dangerously in Love, który ukazał się w czerwcu 2003. Zadebiutował on na szczycie Billboard 200, rozchodząc się w pierwszym tygodniu w 317 tysiącach egemplarzy. Album uzyskał status czterokrotnej platyny w Stanach Zjednoczonych, rozchodząc się w tym kraju w ponad 4,7 miliona kopii. Z albumu pochodziły dwa utwory numer jeden. „Crazy in Love”, nagrany z udziałem Jaya-Z, został wydany jako główny singel i pozostawał na 1. miejscu Billboard Hot 100 przez osiem tygodni. W Wielkiej Brytanii wokalistka również zdominowała notowania, gdyż na szczycie pozostawała jednocześnie i płyta, i singel. Drugi singel, „Baby Boy”, nagrany z dancehallowym wokalistą Seanem Paulem, spędził na 1. pozycji Hot 100 dziewięć tygodni.
W 2004 zdobyła pięć nagród Grammy za swoje solowe dokonania, a w tym m.in.: za najlepszą piosenkę R&B („Crazy in Love”), najlepszy wokalny utwór R&B („Dangerously in Love 2”) i najlepszy album R&B (Dangerously in Love). Tym samym wyrównała rekord dla największej liczby statuetek zdobytych jednej nocy, który wcześniej uzyskały: Lauryn Hill (1999), Alicia Keys (2002) i Norah Jones (2003). W 2004 otrzymała także BRIT Award dla najlepszej międzynarodowej artystki.

### 2004–2005:Destiny Fulfilled

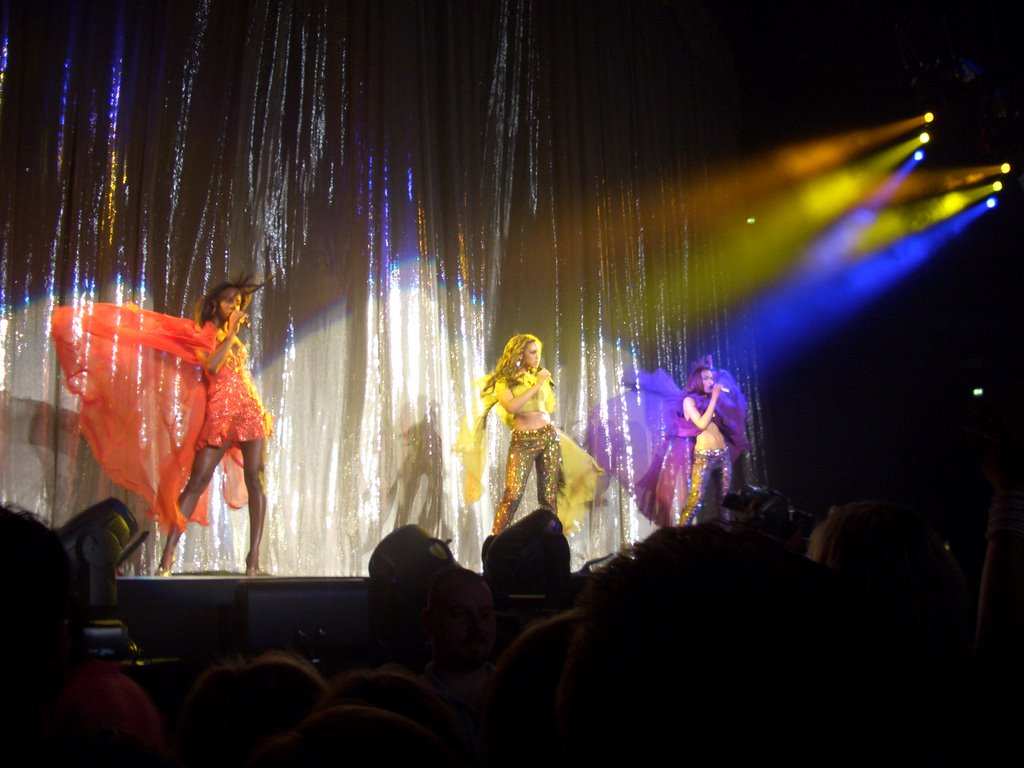
Destiny’s Child podczas pożegnalnej trasy koncertowej Destiny Fulfilled… And Lovin’ It (2005)

W 2004 planowała wydać kontynuację Dangerously in Love, złożoną z kilku utworów niewydanych na pierwszej płycie. Jednakże jej aspiracje zostały porzucone ze względu na konflikty w terminarzu, w tym nagrywanie finałowego albumu Destiny’s Child. W tym samym roku zaśpiewała Hymn Stanów Zjednoczonych Ameryki podczas finału Super Bowl XXXVIII na Reliant Stadium w Houston.
Po trzyletniej przerwie powróciła do studia z Williams i Rowland, aby nagrać ostatni album Destiny’s Child, Destiny Fulfilled, wydany w listopadzie 2004. Aby wesprzeć jego promocję zespół wyruszył w trasę koncertową Destiny Fulfilled… And Lovin’ It, która trwała od kwietnia do września 2005. Podczas występu w Barcelonie grupa ogłosiła, że po zakończeniu północnoamerykańskiego etapu Destiny’s Child zakończy działalność. W październiku 2005 ukazał się album kompilacyjny zespołu, #1’s, złożony ze wszystkich singli numer jeden w twórczości Destiny’s Child oraz najbardziej znanych utworów. Wśród nich znalazły się również trzy nowe piosenki, w tym „Stand Up for Love”. W 2006 zespół został uhonorowany gwiazdą w Hollywood Walk of Fame i został uznany za najlepiej sprzedającą się żeńską grupę muzyczną w historii.
Kontynuując karierę filmową, Knowles wystąpiła w komedii familijnej Różowa Pantera u boku Steve’a Martina, wcielając się w rolę Xanii. Obraz miał premierę 10 lutego 2006 i zadebiutował na szczycie amerykańskiego box office’u, zarabiając w pierwszym tygodniu 21,7 miliona dolarów. Na ścieżkę dźwiękową filmu wokalistka nagrała z udziałem Slim Thuga utwór „Check on It”, który dotarł do 1. miejsca Billboard Hot 100.

### 2006–2007:DreamgirlsiB’Day

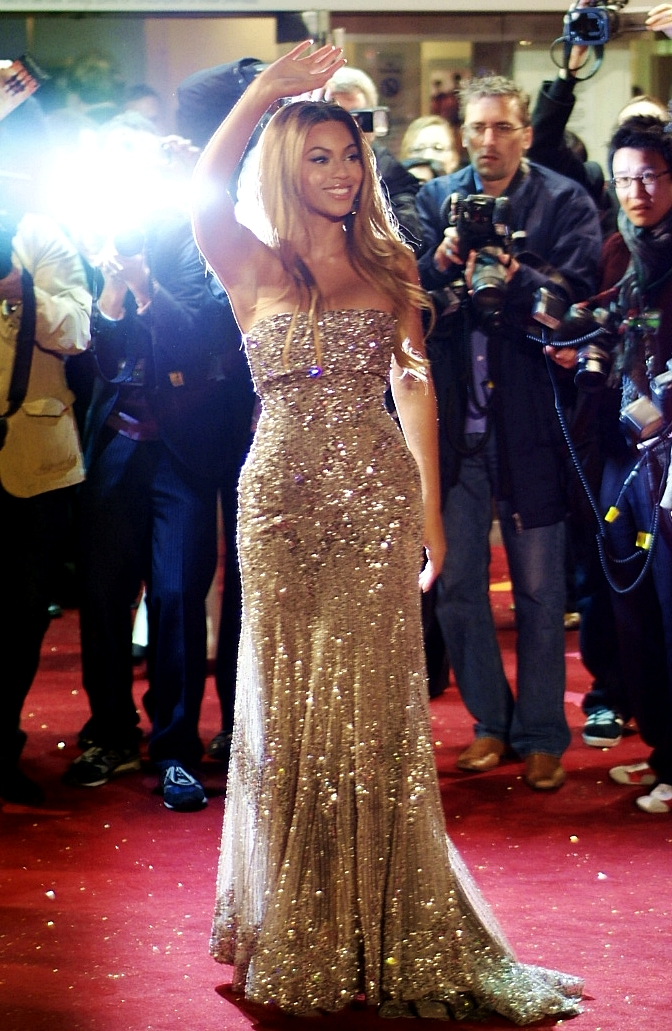
Beyoncé podczas premiery Dreamgirls (2007)

W 2006 zagrała w filmie Dreamgirls, wcielając się w jedną z najważniejszych postaci, Deenę Jones (wzorowaną na Dianie Ross). Film miał premierę we wrześniu 2006, Knowles nie tylko w nim wystąpiła, ale także nagrała na ścieżkę dźwiękową filmu kilka piosenek, w tym wydaną jako singiel balladę „Listen”. 14 grudnia 2006 nominowana była do dwóch Złotych Globów (za rolę w Dreamgirls dla najlepszej aktorki w musicalu lub komedii oraz dla najlepszej oryginalnej piosenki („Listen”)).
Zainspirowana rolą w Dreamgirls, pracowała nad albumem B’Day. Za produkcję albumu odpowiedzialni byli m.in.: Rich Harrison, Rodney Jerkins i Sean Garrett, zaś materiał rejestrowany był w nowojorskich Sony Music Studios. Płyta została skompletowana w trzy tygodnie, a Beyoncé jest współautorką i współproducentką niemal wszystkich utworów. B’Day miał międzynarodową premierę 4 września 2006 i zadebiutował na szczycie Billboard 200, rozchodząc się w pierwszym tygodniu w ponad 541 tysiącach egzemplarzy. Główny singiel z płyty, „Déjà Vu”, nagrany z udziałem Jaya-Z, zajął pierwsze miejsce na UK Singles Chart. W październiku wydany został kolejny singiel, „Irreplaceable”, który pozostawał na szczycie Billboard Hot 100 przez dziesięć tygodni i był jednym z najpopularniejszych utworów w karierze Beyoncé. Mimo komercyjnego sukcesu, krótki okres produkcji płyty spotkał się ze sporą krytyką.
3 kwietnia 2007 ukazała się edycja deluxe B’Day zawierająca pięć nowych utworów oraz hiszpańskojęzyczną wersję „Irreplaceable” i „Listen”. Jednocześnie wydany został również B’Day Anthology Video Album, złożony z dziesięciu wideoklipów do piosenek z B’Day. Beyoncé wyruszyła w trasę koncertową promującą album, The Beyoncé Experience, w ramach której wystąpiła w ponad 90 obiektach na całym świecie. Zapis koncertu w Staples Center w Los Angeles został wydany na DVD The Beyoncé Experience Live.

### 2008–2010:I Am... Sasha Fierce

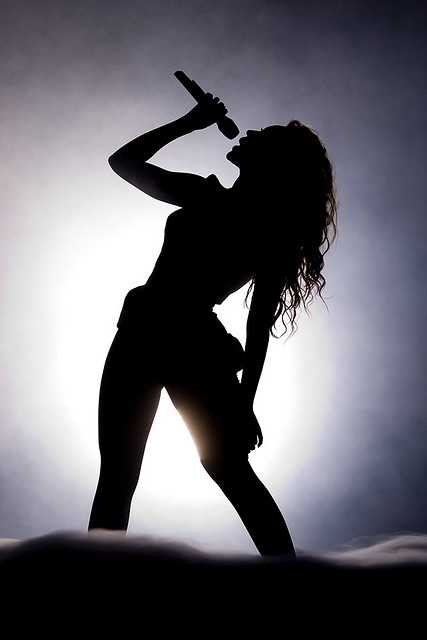
Beyoncé w Lizbonie (2009)

Trzeci album studyjny Knowles, I Am... Sasha Fierce, ukazał się 18 listopada 2008. Wokalistka wytłumaczyła, że tytułowa Sasha Fierce to jej alter ego, które przybiera na scenie. Premierę płyty poprzedziło wydanie dwóch singli: „If I Were a Boy” i „Single Ladies (Put a Ring on It)”. Podczas gdy „If I Were a Boy” uplasował się na szczytach notowań na całym świecie, zwłaszcza w Europie, „Single Ladies (Put a Ring on It)” dotarł na 1. miejsce Billboard Hot 100, na którym pozostawał przez cztery tygodnie. Piąty singel z I Am... Sasha Fierce „Halo”, uplasował się na 5. pozycji Hot 100, będąc 12. utworem Knowles, który zajął miejsce w czołowej dziesiątce listy. Tym samym Beyoncé stała się artystką z największą liczbą singli w pierwszej dziesiątce tej listy w dekadzie 2000–2009.
Beyoncé wystąpiła w musicalu biograficznym Cadillac Records, wcielając się w postać wokalistki bluesowej Etty James. Jej rola spotkała się z pozytywnymi ocenami krytyków, zaś utwór nagrany przez Knowles i Scotta McFarnona, „Once in a Lifetime”, nominowany był do Grammy i Złotego Globu. Artystka zagrała również w thrillerze Obsesja. Mimo nieprzychylnych recenzji, film okazał się komercyjnym sukcesem. 18 stycznia 2009 roku Beyoncé zaśpiewała podczas uroczystości w Lincoln Memorial, honorujących inaugurację Baracka Obamy, 44. Prezydenta Stanów Zjednoczonych. Natomiast dwa dni później wykonała cover „At Last” Etty James na balu inauguracyjnym, do którego Barack Obama i jego żona Michelle zatańczyli swój pierwszy taniec jako prezydent i pierwsza dama.
Wiosną 2009 Knowles rozpoczęła trasę koncertową I Am... Tour, która objęła ponad 100 występów. Północnoamerykański etap został uwieńczony czterema koncertami w Encore Theater w Las Vegas. Zapis tychże występów wydany został w postaci DVD I Am... Yours: An Intimate Performance. I Am... Tour zajęła miejsce 15. na liście najbardziej dochodowych tras koncertowych 2009, zarabiając ponad 57 milionów dolarów na 57 koncertach, w tym 25 w pełni wyprzedanych. Występy wokalistki zobaczyło 697 tysięcy osób, a dochód z trasy wzrósł do 86 milionów dolarów po 93 koncertach.

### 2010–2013:4i Super Bowl XLVII

Beyoncé podczas koncertu w ramach 4 Intimate Nights with Beyoncé (2011)

W listopadzie 2010 Knowles potwierdziła, że rozpoczęła prace nad kolejnym albumem studyjnym. 21 kwietnia 2011 wydano pierwszy singiel promocyjny „Run the World (Girls)”, zaś 19 maja miała miejsce oficjalna premiera teledysku do piosenki. 1 czerwca tego samego roku została wydana druga piosenka promocyjna „Best Thing I Never Had”. Premiera albumu pt. 4 odbyła się 24 czerwca 2011, zadebiutował on na szczycie amerykańskiej listy Billboard 200. Podczas 55. ceremonii wręczenia nagród Grammy Beyoncé otrzymała nagrodę za piosenkę „Love on Top”, w kategorii Best Traditional R&B Performance. Sam album otrzymał nominacje w kategorii najlepszy album do nagród: Soul Train Music Award, People’s Choice Award oraz NAACP Image Award.
W czerwcu 2011 Beyoncé wystąpiła na Glastonbury Festival 2011, wraz z U2 i Coldplay. Jej 90-minutowy występ miał miejsce ostatniego dnia festiwalu, 26 czerwca 2011. Beyoncé była pierwszą kobietą, która wystąpiła w roli headlinera (jednego z głównych wykonawców) na scenie-piramidzie Glastonbury Festival od ponad dwudziestu lat. Następnie Knowles zaśpiewała podczas kolejnych dwóch wielkich festiwali w Wielkiej Brytanii: 9 lipca pojawiła się na scenie T in the Park w Szkocji, zaś dzień później wystąpiła na Oxegen w Irlandii. W sierpniu 2011 Beyoncé wystąpiła podczas serii czterech koncertów specjalnych – 4 Intimate Nights with Beyoncé, w nowojorskim Roseland Ballroom.
21 stycznia 2013 roku wokalistka wykonała Hymn Stanów Zjednoczonych Ameryki podczas drugiej inauguracji Baracka Obamy na stanowisko Prezydenta Stanów Zjednoczonych. 3 lutego 2013 Beyoncé wystąpiła podczas halftime show Super Bowl XLVII, rozgrywanego na stadionie Mercedes-Benz Superdome w Nowym Orleanie. Jej występ został pozytywnie przyjęty przez odbiorców; wedle danych serwisu Twitter, tuż przed nim, w trakcie oraz krótko po, w sieci opublikowano 749 tysięcy tweetów o Beyoncé, zaś podczas całego wieczoru liczba ta przekroczyła 6 milionów.

### 2013–2016:Beyoncé

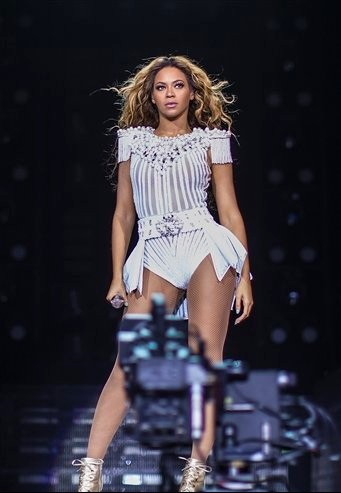
Beyoncé podczas The Mrs. Carter Show World Tour (2013)

16 lutego na antenie HBO premierę miał film dokumentalny poświęcony Knowles, Life is But a Dream. Dokument, za którego produkcję i reżyserię odpowiadała sama wokalistka, zawiera archiwalne materiały z jej dzieciństwa, zapisy prób przed koncertami i sesji nagraniowych w studio, ukazuje jej rolę jako matki i biznesmenki oraz próby balansowania pomiędzy karierą a życiem rodzinnym, a w tym powrót na scenę po narodzinach córki. Z kolei 24 maja 2013 roku odbyła się premiera filmu animowanego 3D Tajemnica zielonego królestwa, w którym Knowles użyczyła głosu postaci królowej Tary. Na potrzeby produkcji wokalistka nagrała ponadto utwór „Rise Up”, napisany we współpracy z Sią. W maju wokalistka nagrała wraz z raperem André 3000 cover piosenki „Back to Black” Amy Winehouse, który został następnie wydany na ścieżce dźwiękowej filmu Wielki Gatsby.
Knowles pojawiła się gościnnie wraz z Michelle Williams w utworze „You Changed”, wydanym na płycie Talk a Good Game Kelly Rowland. Następnie, z raperami 2 Chainz i The-Dream, nagrała piosenkę „Turnt”, wydaną na płycie tego ostatniego, zatytułowanej IV Play. Beyoncé pojawiła się również na kolejnym wydawnictwie swojego męża Jaya-Z – Magna Carta... Holy Grail, w utworze „Part II (On the Run)”, a także w ścieżkach „Tom Ford” i „BBC”, w których wystąpiła pod przydomkiem Third Ward Trill.
Potwierdzając prace nad nowym albumem, Beyoncé opublikowała w marcu 2013 roku fragment utworu „Bow Down / I Been On”. 15 kwietnia 2013 Knowles rozpoczęła światową trasę koncertową The Mrs. Carter Show World Tour, która obejmowała 123 koncerty na całym świecie. 13 grudnia 2013, zupełnie niespodziewanie opublikowała za pośrednictwem iTunes swoją piątą płytę, zatytułowaną Beyoncé. W momencie premiery zyskała ona miano „wizualnej”, jako że każdej z piosenek towarzyszył wideoklip. Album zadebiutował na szczycie listy Billboard 200, a jego sześciodniowa sprzedaż na świecie wyniosła milion kopii. Trzydniowa sprzedaż światowa Beyoncé osiągnęła natomiast poziom 828,773 egzemplarzy, dzięki czemu wydawnictwo dzierży tytuł najszybciej sprzedającej się płyty w historii iTunes. Sama wokalistka stała się ponadto pierwszą kobietą w historii, której pięć kolejnych albumów debiutowało na 1. miejscu listy Billboard 200. „XO” i „Drunk in Love” (z udziałem Jaya-Z) wydane zostały 16 i 17 grudnia jako główne single promujące płytę. Singiel „Drunk in Love” zadebiutował na miejscu drugim listy Billboard Hot 200.
W kwietniu 2014 Beyoncé oraz Jay-Z ogłosili trasę On the Run. Była to pierwsza tego typu seria wspólnych występów pary. 24 sierpnia artystka została uhonorowana nagrodą Video Vanguard Award podczas MTV Video Music Awards. W listopadzie magazyn Forbes ogłosił Beyoncé po raz drugi z rzędu najlepiej zarabiającą kobietą w przemyśle muzycznym; jej majątek powiększył się o 115 milionów dolarów, ponad dwukrotnie więcej niż w roku poprzednim. Album Beyoncé doczekał się reedycji w formie edycji platynowej; box setu zawierającego zupełnie nowe utwory.

### 2016–2018:LemonadeiEverything Is Love

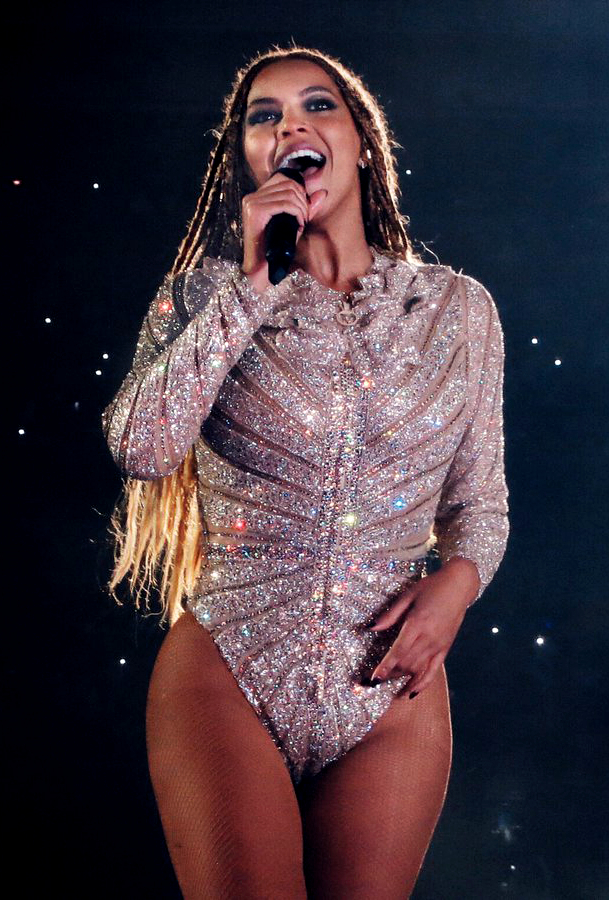
Beyoncé podczas The Formation World Tour (2016)

6 lutego 2016 Beyoncé wydała singiel „Formation” wraz z teledyskiem na platformie streamingowej Tidal. Po raz pierwszy singiel został wykonany na żywo podczas NFL Super Bowl 50 halftime show. 6 kwietnia 2016 opublikowała krótki klip zwiastujący projekt zatytułowany Lemonade. Okazał się nim być godzinny film który swoją premierę miał na kanale HBO. Produkcja otrzymała pozytywne recenzje oraz cztery nominacje do Nagrody Emmy, a sama Beyoncé otrzymała dwie nominacje do tej nagrody za pracę reżysera oraz producenta.
23 kwietnia 2016 został wydany szósty album studyjny zatytułowany tak samo jak film, czyli Lemonade. Album znalazł się na pierwszym miejscu listy US Billboard 200, czyniąc Beyoncé pierwszym artystą w historii Billboardu, który zadebiutował na pierwszym miejscu na liście w przypadku każdego albumu. Wszystkie utwory albumu znalazły się na liście Billboard Hot 100. Był to trzeci najlepiej sprzedający się album w 2016 w USA oraz najlepiej sprzedający się album na świecie z globalną sprzedażą 2,5 miliona w ciągu roku. Krążek był nominowany w 11 kategoriach podczas MTV Video Music Awards 2016. Na 59. rozdaniu nagród Grammy w lutym 2017, Lemonade otrzymało 2 nagrody (pośród 9 nominacji). W tym samym roku piosenkarka obyła światową trasę The Formation World Tour, która uwzględniała koncerty w Północnej Ameryce oraz Europie.
We wrześniu 2017 Beyoncé współpracowała z J Balvinem i Willym Williamem, przy remiksie utworu „Mi Gente”. 10 listopada 2017 Eminem wydał „Walk on Water” z udziałem Beyoncé. 30 listopada Ed Sheeran ogłosił, że Beyoncé pojawi się w remiksie jego piosenki „Perfect”. Utwór „Perfect Duet” został wydany 1 grudnia 2017 i osiągnął pierwsze miejsce na liście Billboard Hot 100. Wraz z Jaz -Z stworzyła piosenkę „Family Feud”, które znalazła się na płycie rapera 4:44. Wspólnie z mężem oraz DJ Khaledem nagrała piosenkę „Top Off”, która znalazła się w albumie Father of Asahd.
6 czerwca 2018 Beyoncé i jej mąż Jay-Z rozpoczęli trasę On the Run II w Cardiff w Wielkiej Brytanii. Dziesięć dni później, para zaprezentowała album Everything Is Love, wspólny album studyjny. Krążek, promowany singlem „Apeshit”, znalazł się na drugim miejscu na US Billboard 200 i przyniósł artystom nagrodę Grammy. 2 grudnia 2018 Beyoncé wraz z Jay-Z wystąpiły na festiwalu Global Citizen Festival: Mandela 100, który odbył się na stadionie FNB w Johannesburgu w RPA.

### 2018–2021:HomecomingiThe Lion King
14 kwietnia 2018 Beyoncé zagrała na festiwalu Coachella. Początkowo do tego wydarzenia miało dojść w 2017, jednak piosenkarka zrezygnowała z występu, z powodu obaw lekarzy dotyczących jej ciąży. Jej występ z 14 kwietnia, w którym wzięło udział 125 000 festiwalowiczów, został natychmiast doceniony, a wiele mediów określiło go jako historyczny. 7 kwietnia 2019 został wydany film dokumentalny i koncertowy Homecoming, który skupiaj się na występach Beyoncé na festiwalu Coachella w 2018 roku. Wraz z filmem doszło do opublikowania album koncertowego Homecoming: The Live Album. Za zaangażowanie w filmie artystka otrzymała cztery nominacje do Primetime Emmy Awards, w tym za reżyserię, scenariusz i produkcje.
9 lipca 2019 miała miejsce premiera adaptacji filmu Król lew, w której produkcję zaangażowała się Beyoncé. Artystka użyczyła głosu jednej z głównych postaci Bajki – Nali. Dodatkowo była jednym z autorów ścieżki dźwiękowej, wykonując m.in. cover piosenki „Can You Feel the Love Tonight”. 19 lipca wydała The Lion King: The Gift, czyli album zawierający piosenki zainspirowane filmem, w tym singiel „Spirit”, który otrzymał nominację do Złotego Globu.
29 kwietnia 2020 Beyoncé pojawiła się na remiksie utworu Megan Thee Stallion „Savage”. Piosenka zajęła pierwsze miejsce na liście Billboard Hot 100. 19 czerwca 2020 Beyoncé wydała singiel „Black Parade”. 31 lipca 2020 doszło do premiery filmu muzycznego Black is King, którego reżyserem, producentem i scenarzystą była Beyoncé, a sam film otrzymał nagrodę Primetime Emmy. W 2021 Beyoncé wydała piosenkę pod tytułem „Be Alive”. Piosenka znalazła się na ścieżce dźwiękowej do filmu King Richard i otrzymała nominację do Oscara oraz Złotego Globu w kategorii „najlepsza piosenka oryginalna”.

### 2022: Trylogia albumów

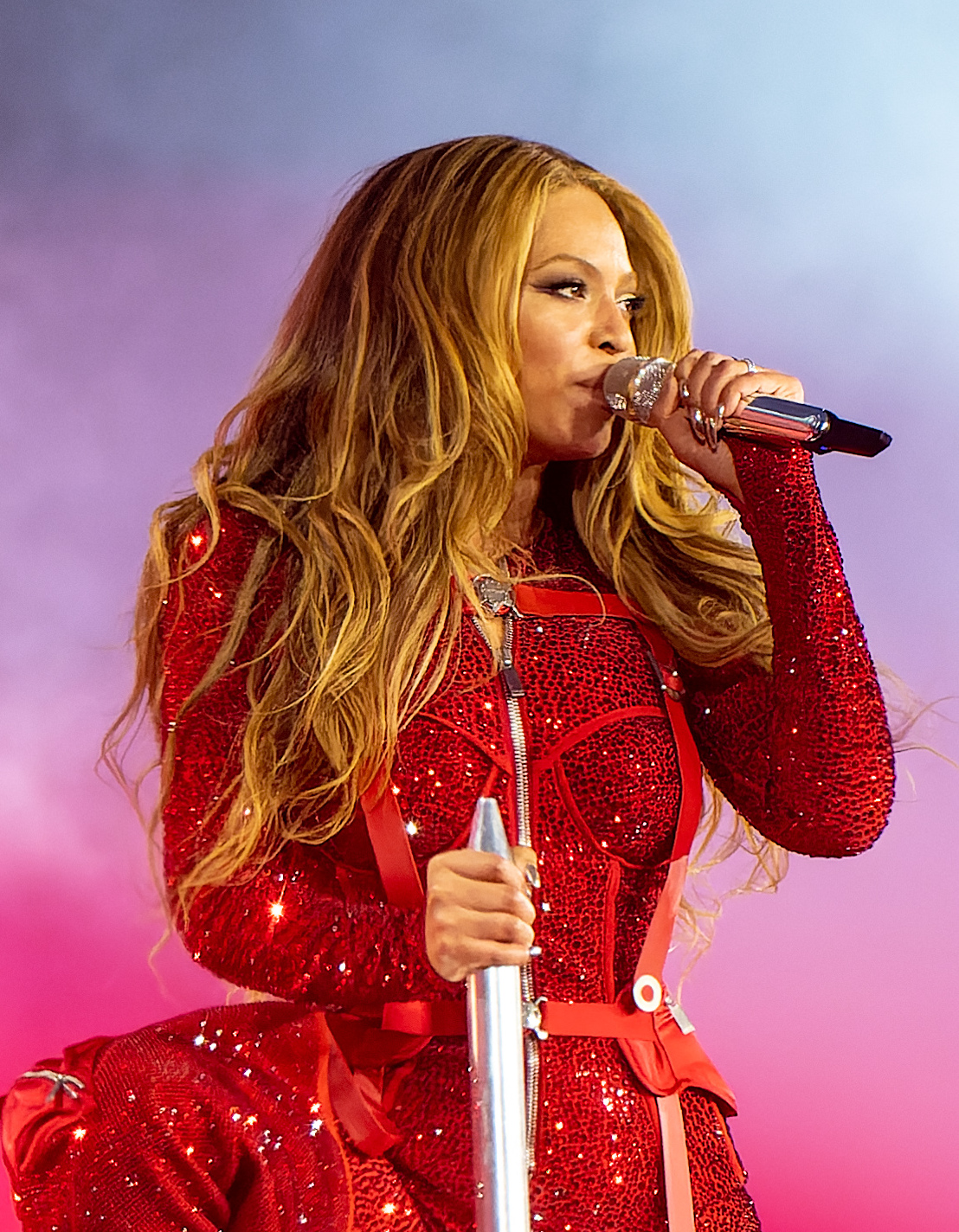
Beyoncé podczas Renaissance World Tour (2023)

#### 2022–2023:Akt I: Renaissance
W czerwcu 2022 Beyoncé ogłosiła, że w lipcu dojdzie do premiery jej siódmego albumu studyjnego, który będzie pierwszym albumem z trzyczęściowej trylogii. Pierwszy singiel promocyjny „Break My Soul”, został wydany 21 czerwca 2022. Cały album zatytułowany Renaissance został wydany 29 lipca 2022 i zadebiutował na pierwszym miejscu listy Billboard 200. Po premierze albumu singiel „Break My Soul” znalazł się na pierwszym miejscu listy Billboard 100, a w samym zestawieniu znalazły się wszystkie utwory z nowego albumu. W 2022 Beyoncé otrzymała dziewięć nominacji do Nagrody Grammy, stając się najczęściej nominowanym wykonawcą podczas 65. ceremonii wręczenia nagród Grammy. W trakcie ceremonii otrzymała cztery nagrody, a sam album zdobył tytuł Best Electronic/Dance Album.
21 stycznia 2023 Beyoncé wystąpiła w Dubaju na prywatnym pokazie, który był jej pierwszym organizowanym koncertem przed publicznością od 2019 roku. 1 lutego 2023 Beyoncé poinformowała, że w maju wyruszy w swoją dziewiątą trasę koncertową Renaissance World Tour, podczas której dwukrotnie wystąpiła w Polsce. 28 lipca 2023 roku wydany został utwór „Delresto (Echoes)”, który Beyoncé nagrała z Travisem Scottem na potrzeby albumu Utopia. Piosenka zajęła 25. miejsce na liście Billboard Hot 100, stając się 100. utworem piosenkarki, który trafił na to zestawienie (podliczając single z kariery solowej, Destiny’s Child oraz The Carters).
1 października 2023 po zakończeniu ostatniego koncertu w ramach trasy koncertowej na ekranach wyświetlony został zwiastun filmu dokumentalnego Renaissance: A Film by Beyoncé. Premiera filmu, którego scenarzystą, reżyserem oraz producentem jest Beyoncé, miała miejsce 25 października 2023 w Stanach Zjednoczonych. 1 grudnia 2023, czyli w dniu rozpoczęcia globalnej dystrybucji filmu na muzyczne platformy strumieniowe bez wcześniejszej zapowiedzi udostępniony został utwór piosenkarki pt. „My House”.

#### 2024:Akt II: Cowboy Carter
11 lutego 2024 podczas trwania Super Bowl LVIII wyemitowano minutową reklamę, w której wystąpił Tony Hale i Beyoncé. Krótko po emisji reklamy Beyoncé zamieściła na Instagramie zwiastun wideo ósmego albumu studyjnego, który ma być drugim aktem trzyczęściowej trylogii krążków piosenkarki (począwszy od albumu Renaissance). Dodatkowo tego samego dnia wydane zostały bez wcześniejszej zapowiedzi dwa pierwsze single promocyjne nowego albumu – „16 Carriages” oraz „Texas Hold ’Em”. Drugi z nich osiągnął duży sukces komercyjny, znalazł się m.in. na szczycie list: Billboard Hot 100, Billboard Hot Country Songs, Billboard Global 200 oraz Canada Hot 100.
Album został wydany 29 marca 2024. Podczas jego tworzenia artystka współpracowała między innymi z Miley Cyrus (nad utworem „II Most Wanted”) i Post Malone. Krążek zadebiutował na szczecie listy Billboard 200, a w zestawieniu najpopularniejszych utworów w USA znalazły się wszystkie piosenki z albumu. Dodatkowo osiągnął rekord najczęściej odtwarzanego krążka w ciągu jednego dnia w 2024 roku na platformie Spotify (rekord został pobity przez album The Tortured Poets Department) oraz zajął siódme miejsce pod względem najlepszego debiutu w przypadku dowolnego albumu kobiecego w historii platformy. Cowboy Carter został uznany za najlepszy album roku przez: Business Insider, magazyn Esquire, czasopismo The Hollywood Reporter oraz tygodnik People. Beyoncé otrzymała jedenaście nominacji do nagród Grammy za pracę nad albumem, co uczyniło krążek trzecim najczęściej nominowanym dziełem podczas jednej ceremonii w historii nagród. Podczas 67. gali wręczenia nagród Grammy zdobyła trzy nagrody Grammy w tym za album roku, co czyni ją pierwszą czarnoskórą kobietą od czasu wygranej Lauryn Hill w 1999, która zdobyła statuetkę w tej kategorii.
9 grudnia 2024 odbyła się światowa premiera filmu Mufasa: Król lew, w którym Beyoncé użyczyła głosu postaci Nali. 25 grudnia piosenkarka wystąpiła w trakcie meczu futbolu amerykańskiego w Houston, gdzie wykonała piosenki z jej najnowszego albumu studyjnego. Występ dystrybuowany był za pośrednictwem platformy Netflix, a za pracę nad projektem Beyoncé otrzymała nagrodę Primetime Emmy za kostiumy oraz nominacje za reżyserie i produkcje. 2 lutego 2025 ogłosiła trasę koncertową Cowboy Carter Tour.

## Charakterystyka twórczości

### Styl muzyczny oraz warstwa liryczna utworów

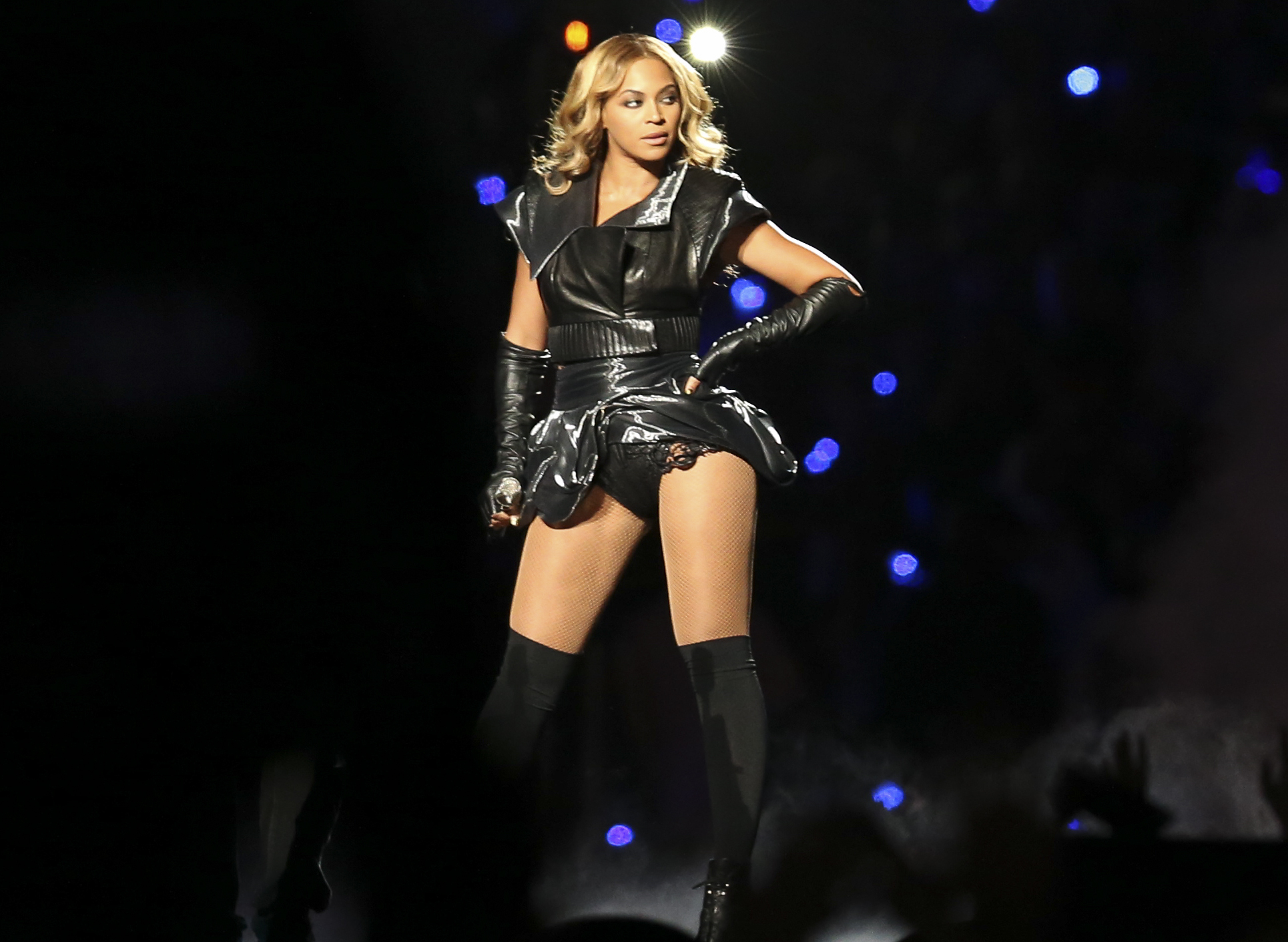
Beyoncé w trakcie Super Bowl XLVII halftime show (2013)

W dyskografii Beyoncé podkreśla się dużą różnorodność gatunkową. Krytycy muzyczni przyznają, że jej głównym gatunkiem jest muzyka R&B, jednak Knowles swojej karierze wydała utwory definiowane również jako: pop (np. „Single Ladies”), soul (np. „Listen”), house (np. „Break My Soul”), hip-hop (np. „Savage Remix”), trap (np. „Black Parade”), disco (np. „Virgo’s Groove”), rock (np. „Don’t Hurt Yourself”), gospel (np. „Spirit”), reggae (np. „Hold Up”), country (np. „Daddy Lessons”) oraz jazz (np. cover piosenki „At Last”). Z racji różnorodności gatunkowej Beyoncé, na jej dorobek artystyczny składają się zarówno ballady (np. „Halo” lub „I Was Here”), jak i piosenki żywiołowe (np. „Diva” lub „Telephone”).
Jest współautorką większości swoich piosenek, choć teksty jej utworów często piszą inni twórcy. Jej pierwszy album pt. Dangerously in Love opisuje tematy miłości, emocji oraz seksualności. Utwory o podobnej tematyce zawiera, zainspirowany rolą Beyoncé w filmie Dreamgirls, krążek pt. B’Day, który dodatkowo zawierał motywy o empowermencie kobiet. Albumy piosenkarki I Am... Sasha Fierce, 4 i Beyoncé zawierają tematykę miłości, sławy, odwagi, feminizmu, seksualności oraz wolności. Album Lemonade, który zainspirowany jest problemami związkowymi między Beyoncé a Jay-Z, opisuje tematykę zdrady, zemsty, miłości, relacji, samorealizacji oraz równości czarnoskórych amerykanów. Warstwa liryczna utworów w albumie Renaissance, zainspirowanego społecznością LGBT, opiera się o eskapizm, pewności siebie, wyrażanie siebie, hedonizm i przyjemność. Beyoncé w swoich utworach poruszyła tematy problemów społecznych przede wszystkim rasizmu (np. „Formation” lub „Black Parade”) oraz feminizmu (np. „Run the World (Girls)”).

### Głos

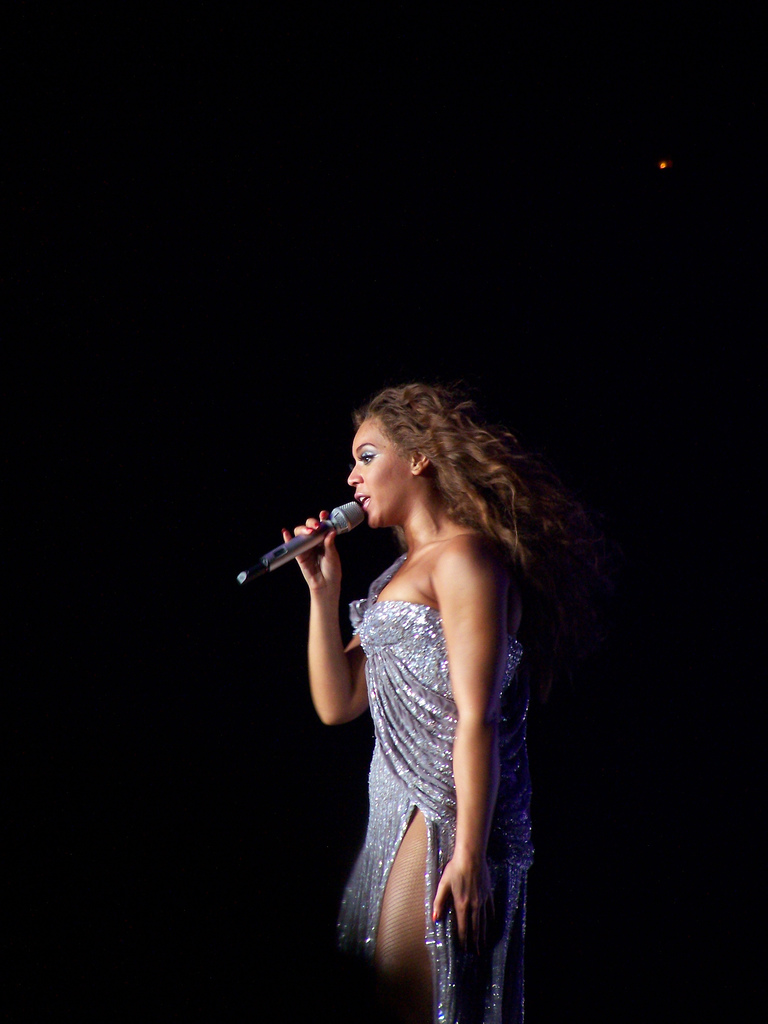
Beyoncé (2007)

Skala mezzosopranowego głosu Beyoncé wynosi cztery oktawy. Consequence of Sound umieścił Beyoncé na 30. miejscu listy 100 największych piosenkarek wszech czasów, natomiast magazyn Rolling Stone umieścił ją na ósmym miejscu na liście 200 największych piosenkarzy wszech czasów, opisując Beyoncé jako „jedną z największych wokalistek popu”, a jej głos jako reprezentujący „całą historię czarnej muzyki”. Magazyn Cove umieścił Knowles na 7. miejscu listy 100 najlepszych wokalistek, przyznając jej 48/50 punktów. Chris Richards z Washington Post stwierdził:

„Nawet kiedy [Beyoncé] nie wykorzystuje w pełni swoich możliwości, wciąż wznosi się ponad swoich imitatorów. Wszystko jest w jej głosie – nadludzkim instrumencie zdolnym do zapełnienia każdego beatu wywołującymi gęsią skórkę szeptami lub rykami w stylu divy. Uderzający, pogardliwy, miłosny, wrogi – Beyoncé śpiewa o każdym z tych punktów z niewątpliwą wirtuozerią.”

Krytycy muzyczni przypisują Beyoncé w dużej mierze wynalezienie stylu rapowo-śpiewającego staccato, który stał się popularny w muzyce pop, R&B i rapie, a przez nią po raz pierwszy został wykonany na drugim albumie grupy Destiny’s Child pt. The Writing’s on the Wall. Michael Eric Dyson stwierdził, że Beyoncé „zmieniła cały gatunek rapu” i stała się „matką chrzestną” mamroczących raperów, którzy używają rytmu rapowania staccato.

### Inspiracje artystyczne
Beyoncé wyróżnia Michaela Jacksona jako swoją największą muzyczną inspirację i idola. Według słów piosenkarki inspiracją do spełnienia celów w muzyce była Whitney Houston, a za przykład idealnego artysty uważa Dianę Ross. Do innych artystów, którzy mają wpływ na twórczość Knwoles, należą: Cher, Tina Turner, Prince, Lauryn Hill, Aaliyah, Mary J. Blige, Janet Jackson, Anita Baker, Etta James i Rachelle Ferrell. Dodatkowo Beyoncé stwierdziła, że w gronie inspirujących ją postaci ważne miejsce zajmują Oprah Winfrey oraz Michelle Obama.

### Wpływ na innych artystów
Wielu artystów wymienia Beyoncé i jej prace jako inspiracja w tym: Taylor Swift, Nicki Minaj, Frank Ocean, Jay-Z, Lady Gaga, Adele, Ariana Grande, Paul McCartney, Garth Brooks, Britney Spears, Miley Cyrus
, Sam Smith Olivia Rodrigo, Selena Gomez, Alexandra Burke i Roksana Węgiel.
Beyoncé zdobyła powszechne uznanie w gronie artystów i osób publicznych. Lady Gaga wyznała w programie specjalnym MTV:

„Nigdy nie powiedziałam o tym Beyoncé, ale pamiętam, jak któregoś dnia leżałam na kanapie u mojej babci płacząc, a w telewizji pojawił się wideoklip Destiny’s Child. Oglądając Beyoncé myślałam 'Oh, ona jest gwiazdą. Chcę tego samego. Chcę być w MTV.’ A teraz nagrywam z Beyoncé wideoklipy.”

Adele podczas wywiadu mówiła o Beyoncé:

„Nie znam jej, jednak jest ona ogromną częścią mojego życia. Wszystko, do czego się odnoszę zawsze miało coś wspólnego z Destiny’s Child lub samą Beyoncé. Ona doskonale wie, czego chce. Kontroluje to wszystko. Ma klasę. I jest po prostu miłą osobą.”

Nicole Scherzinger powiedziała:

„Inspirują mnie kobiety pokroju Beyoncé, w przypadku których kostium/stylizacja to nie wszystko. Liczy się prawdziwy artyzm, jaki wkładają w to, co robią, i dlatego chciałabym sama zmierzać w tym kierunku.”

## Działalność społeczna

### Działalność filantropijna

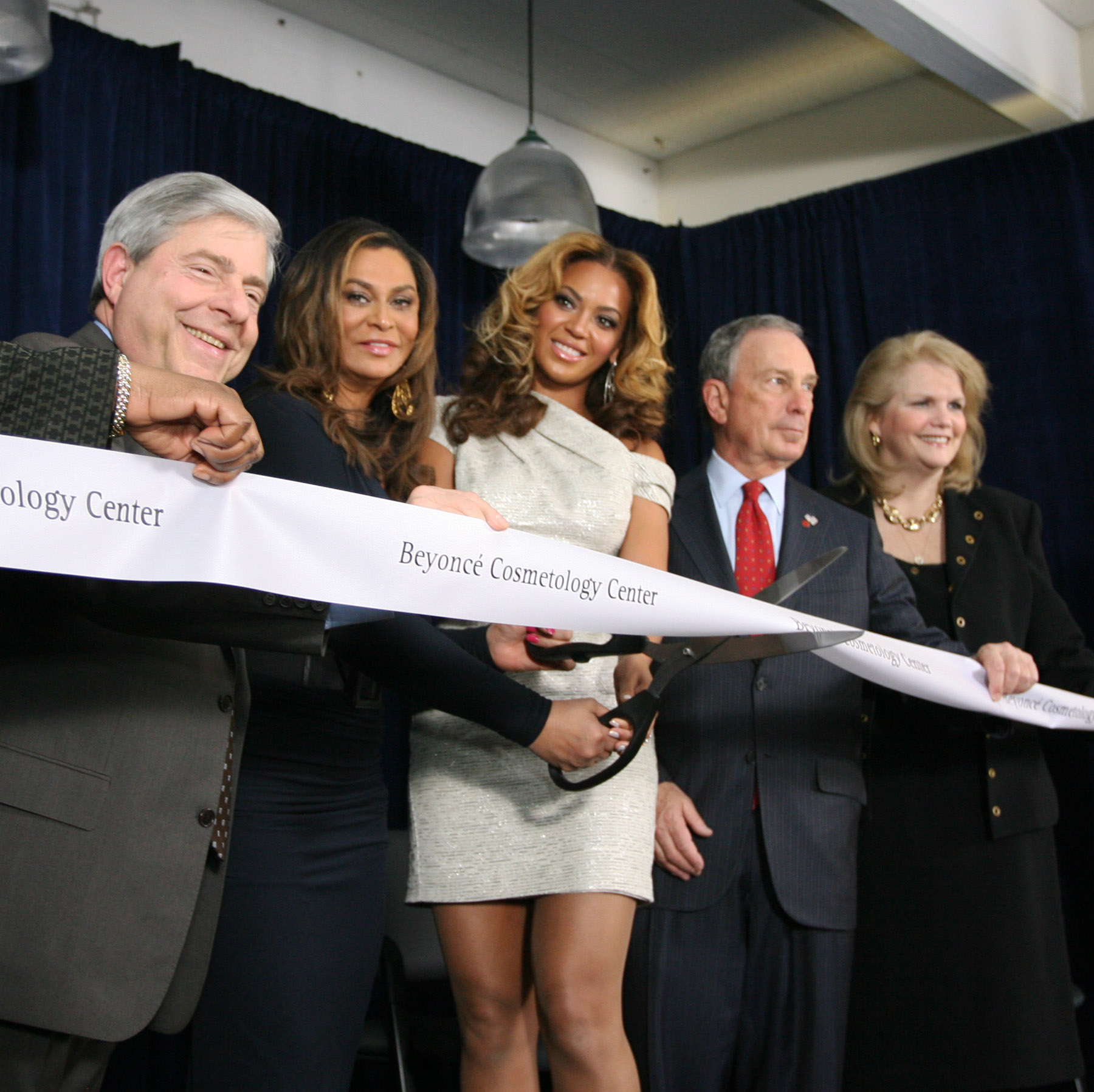
Knowles podczas oficjalnego otwarcia Beyoncé Cosmetology Center (2010)

W 2002 Beyoncé, Kelly Rowland i Tina Knowles założyły Survivor Foundation, czyli fundację działającą na rzecz ludzi, którzy ucierpieli we wszelkiego rodzaju katastrofach, a także wsparcie w indywidualnych przypadkach, zwłaszcza osób chorych na HIV/AIDS oraz bezdomnych. Wśród inicjatyw Survivor Foundation są m.in.: doroczny karnawał świąteczny, Knowles-Rowland Center oraz Temenos Place Apartments, czyli 43-piętrowy budynek w Houston, przeznaczony dla rodzin, które ucierpiały po naturalnych katastrofach. Jako przedstawicielka Survivor Foundation, Beyoncé odwiedziła Etiopię, gdzie gościła w lokalnych sierocińcach oraz brała udział w sadzeniu drzew, części kampanii Two Trees for 2000. Podczas trasy koncertowej The Beyoncé Experience w 2006 roku, wokalistka organizowała wraz z fundacją zbiórki żywności.
W 2005 wspólnie z członkiniami zespołu Destiny’s Child wydała utwór „Stand Up for Love”, który posłużył jako oficjalny hymn Międzynarodowego Dnia Dziecka. W 2008 roku Beyoncé nagrała z kilkoma innymi wokalistkami „Just Stand Up!”, piosenkę promującą charytatywny program Stand Up to Cancer. W 2009 Knowles przekazała 4 miliony dolarów wynagrodzenia uzyskanego z pracy nad filmem Cadillac Records na rzecz Phoenix House, organizacji non-profit zajmującej się rehabilitacją odwykową i alkoholową. Po trzęsieniach ziemi na Haiti w 2010 Beyoncé została oficjalną twarzą limitowanej edycji koszulek Fashion for Haiti stworzonej aby wesprzeć ofiary trzęsienia ziemi. Beyoncé zaangażowała się kampanię „Let’s Move! Flash Workout”, okazującą wsparcie dla inicjatywy pierwszej damy Michelle Obamy, mającej na celu zwalczanie otyłości wśród dzieci i młodzieży.
W 2010 Beyoncé wzięła udział w charytatywnym telethonie Hope for Haiti Now: A Global Benefit for Earthquake Relief i w ramach akcji wykonała w duecie z Chrisem Martinem na pianinie akustyczną wersję „Halo”. W 2011 została ambasadorką kampanii Światowego Dnia Pomocy Humanitarnej w 2012 i z tego powodu nagrała teledysk do piosenki „I Was Here” w siedzibie Zgromadzenia Ogólnego ONZ w Nowym Jorku i dodatkowo przekazała cały zysk z utworu na rzecz funduszu. Beyoncé ponadto była promotorką kampanii „Miss a Meal” na rzecz donacji produktów żywnościowych. W 2016 Beyoncé oraz Jay-Z przekazali 15 milionów dolarów na wsparcie ofiar huraganu Matthew, a dodatkowo Beyoncé przekazała ponad 80 000 dolarów na pomoc ofiarom kryzysu wodnego we Flint. W 2018 po wydaniu remixu utworu „Mi Gente” J. Balvina i Willy’ego Williama z udziałem Beyoncé cały dochód z wydawnictwa został przekazany na rzecz organizacji charytatywnych pomagającym w przypadku klęsk żywiołowych.
W 2020 Megan Thee Stallion wydała z Knowles remix piosenki „Savage”, z którego cały dochód został przeznaczony na pomoc organizacji Bread of Life Houston w walce z COVID-19. W lipcu 2020 Beyoncé we współpracy z NAACP założyła fundusz Black-Owned Small Business Impact Fund, który oferuje dotacje w wysokości 10 000 dolarów małym firmom będącym własnością czarnych osób czarnoskórych. Na dzień 31 grudnia 2020 fundusz przyznał małym przedsiębiorstwom będącym własnością czarnych 715 dotacji na łączną kwotę 7,15 mln dolarów. Dodatkowo Beyoncé przekazała na fundusz dochód z piosenki „Black Parade”. W kwietniu 2020 przekazała 6 milionów dolarów na rzecz National Alliance in Mental Health, Uniwersytetu Kalifornijskiego w Los Angeles i organizacji społeczności lokalnych, aby zapewnić usługi w zakresie zdrowia psychicznego i dobrego samopoczucia kluczowym pracownikom podczas pandemii COVID-19.

### Zaangażowanie polityczne i poglądy

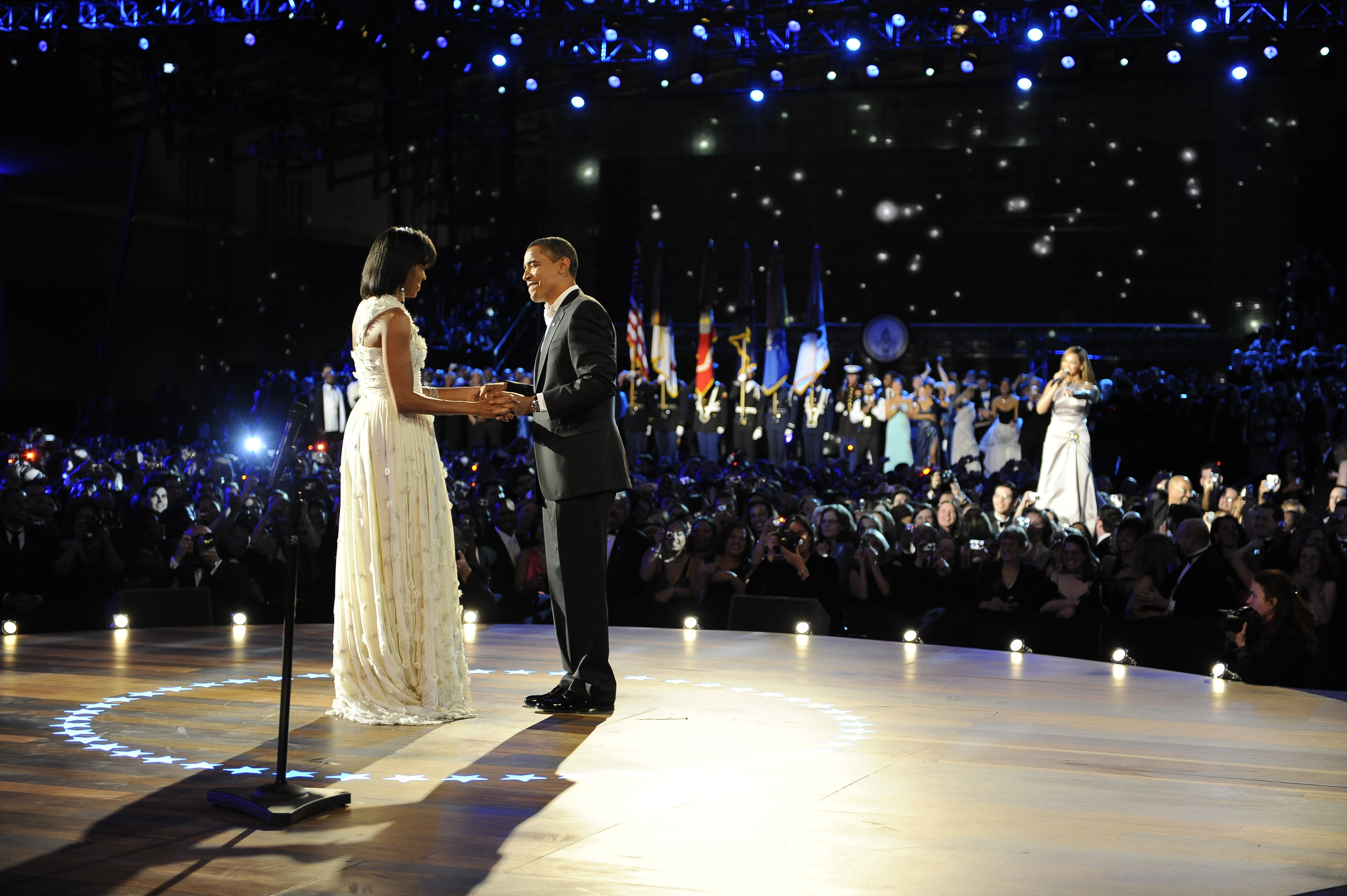
Beyoncé śpiewająca „At Last” do pierwszego wspólnego tańca Obamów jako pary prezydenckiej na balu inauguracyjnym (2009)

Beyoncé wielokrotnie wyrażała swoje poparcie dla Partii Demokratycznej oraz bezpośrednio angażowała się w jej działania. W trakcie kampanii wyborczej w 2008 poparła kandydaturę Baracka Obamy na prezydenta Stanów Zjednoczonych. Beyoncé udzieliła ponownego poparcia Obamie w 2012 i wspólnie z mężem zorganizowała zbiórkę pieniędzy na rzecz kampanii prezydenckiej, której łączny przychód wyniósł ponad cztery miliony dolarów. Poparcie od piosenkarki otrzymała również Hillary Clinton w czasie prezydenckiej kampanii wyborczej w 2016. W maju 2015 Knowles wzięła udział w zbiórce funduszy na rzecz kampanii, natomiast w listopadzie 2016 wystąpiła na wiecu kampanijnym Clinton w Cleveland, wykonując parę piosenek z własnej dyskografii. W trakcie wydarzenia powiedziała:

„Był czas, kiedy opinia kobiet nie miała znaczenia(…). Spójrzcie, jak daleko zaszłyśmy, od braku głosu do bycia na skraju tworzenia historii. Chcę, aby moja córka dorastała, widząc kobietę, która przewodniczy naszemu krajowi(…)”.

W trakcie wyborów do kongresu w 2018 zadeklarowała swój głos na kongresmena Beto O’Rourke z Teksasu. W 2020 poparła kandydaturę Joego Bidena oraz wezwała swoich słuchaczy do udziału w wyborach, nagrywając specjalnie przesłanie udostępnione za pośrednictwem mediów społecznościowych. Zaangażowanie piosenkarki w kampanie prezydenckie zostało opisane jako „wpływowe” i mobilizujące ciemnoskórych obywateli Stanów Zjednoczonych. Piosenką kampanii prezydenckiej Kamali Harris w 2024 został utwór „Freedom” z albumu Lemonade. 25 października 2024 Beyoncé przemawiała wspólnie z Kelly Rowland w trakcie wiecu wyborczego Harris w Houston.

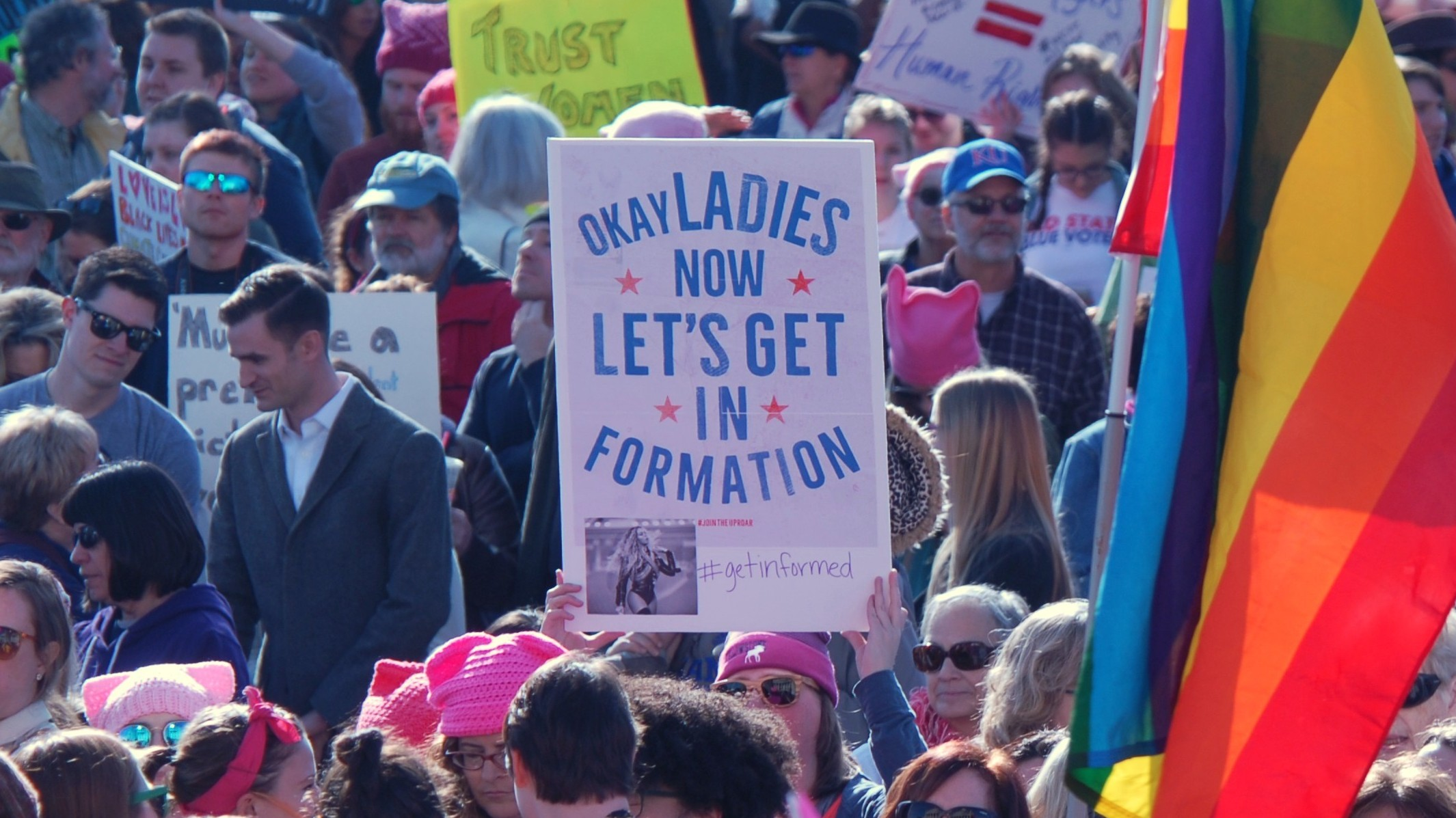
Transparent wykorzystujący fragment utworu „Formation” (2017)

Beyoncé zaangażowała się w ruchy na rzecz równości rasowej w USA. W 2013 wzięła udział w wiecu sprzeciwiającym się uniewinnieniu George’a Zimmermana, który w nocy z 26 na 27 lutego 2012 zastrzelił Trayvona Martina. Wspólnie z mężem wspierała finansowo ruch Black Lives Matter oraz angażowała się na rzecz uwolnienia aktywistów zatrzymanych w trakcie protestów przeciwko brutalności policji w Baltimore i Ferguson w stanie Missouri. W 2020 napisała list do prokuratora generalnego stanu Kentucky Daniela Camerona, zwracając uwagę na brak aresztowań w sprawie zastrzelenia Breonny Taylor. W tym samym roku wydała oświadczenie wspierające protesty po zabójstwie George’a Floyda. Jej utwory „Black Parade”, „Freedom” oraz „Formation” były wykorzystywane w czasie manifestacji po śmierci Floyda. Ostatnia z wcześniej wymienionych została premierowo wykonana w czasie Super Bowl 50 halftime show, występ wywołał kontrowersje w związku z nawiązaniem do Partii Czarnych Panter.
W 2013 roku Beyoncé oświadczyła w wywiadzie dla Vogue, że uważa się za „współczesną feministkę”. Motyw feminizmu pojawił się po raz pierwszy w jej dyskografii w utworze „Independent Women Part I”. W kolejnych latach nagrała utwory „Single Ladies (Put a Ring on It)” (2008), „If I Were a Boy” (2008) oraz „Diva” (2009); zawierające podobną tematykę. W piosence „***Flawless” (2013) uwzględniła fragment eseju Chimamandy Ngozi Adichie We Should All Be Feminists. Tekst został wykorzystany przez Beyoncé w trakcie występu na festiwalu Coachella, jako outro utworu „Run the World (Girls)”, który uznawany jest za jeden z „feministycznych hymnów”. W 2013 Knowles zaangażowała się w kampanię „Chime for Change” prowadzoną przez dom mody Gucci, której celem jest szerzenie idei empowermentu kobiet
Beyoncé poparła wprowadzenie ustawodawczo małżeństw osób tej samej płci oraz zaangażowała się w kampanię „Demand A Plan”, mającą na celu zmianę przepisów federalnych dotyczących dostępu do broni po strzelaninie w szkole na terenie Newtown. Wyraziła również poparcie dla osób transseksualnych, sprzeciwiając się polityce administracji Trumpa wobec nich oraz regulacji wprowadzanych na terenie Karoliny Północnej.

## Działalność biznesowa i produkty

### House of Deréon

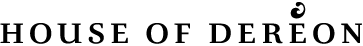
Logo marki House of Deréon

W 2005 roku Beyoncé założyła wraz z matką Tiną dom mody House of Deréon. Styl oraz koncepcja ubrań inspirowana jest trzema pokoleniami kobiet w ich rodzinie, zaś część nazwy – „Deréon” stanowi hołd wobec babci Knowles, Agnèz Deréon. Marka posiada sklepy na terenie Stanów Zjednoczonych oraz Kanady. W 2004 roku Beyoncé i Tina powołały do życia również Beyond Productions, firmę zajmującą się menedżmentem oraz licencjonowaniem House of Deréon. Odzież House of Deréon wykorzystana została w grze Style Savvy na Nintendo DS, którą promowała Knowles.
W lipcu 2009 roku Beyoncé i jej matka wprowadziły na rynek nową markę, Sasha Fierce for Deréon, której grupą docelową była młodzież. Kolekcja dostępna była w sklepach Macy's i Dillard's, a także Jimmy Jazz oraz Against All Odds. W maju 2010 roku Knowles porozumiała się z siecią odzieżową C&A; na mocy umowy na specjalnych warunkach, w brazylijskich sklepach C&A zadebiutowała kolekcja Deréon by Beyoncé for C&A.

### Współprace z markami
W 2002 roku Beyoncé podpisała kontrakt z Pepsi, zakładający udział w reklamach telewizyjnych, radiowych oraz drukowanych napoju. Wokalistka została włączona do kampanii promocyjnej, aby zwiększyć potencjalne grono odbiorców o nowe grupy wiekowe. W reklamie telewizyjnej z 2004 roku, która utrzymana była w stylu gladiatorskim, Knowles pojawiła się u boku Britney Spears, Pink oraz Enrique Iglesiasa. Następnego roku do tego grona dołączyli Jennifer Lopez i David Beckham, a nowa kampania ukazywała gwiazdy w roli samurajów.
Pod koniec 2007 roku Beyoncé została twarzą perfum Emporio Armani Diamonds. Utrzymana w stylu retro i zarejestrowana w formacie monochromatycznym reklama ukazywała wokalistkę w srebrnej, opalizującej niczym diamenty sukni, która na tle orkiestry śpiewała własną wersję klasyka „Diamonds Are a Girl’s Best Friend”. Według New York Post, wyboru dokonał osobiście Giorgio Armani
Knowles reklamowała również produkty kosmetyczne oraz perfumy. Odkąd ukończyła 18 lat współpracowała z firmą L’Oréal, a w 2003 roku podpisała z nią oficjalny kontrakt, opiewający na kwotę miliona dolarów. W 2004 roku wokalistka wyprodukowała we współpracy z marką Tommy Hilfiger sygnowany przez siebie zapach True Star. Jako część wkładu w produkt, Beyoncé nagrała cover utworu „Wishing on a Star” do reklam telewizyjnych perfum.
W 2007 roku Knowles podpisała kontrakt reklamowy z firmą Samsung i stała się twarzą telefonu muzycznego F300. Wokalistka pojawiła się w reklamach telewizyjnych produktu, a także wystąpiła na kilku promocyjnych koncertach. Kilkanaście tygodni później Samsung wyprodukował limitowaną edycję modelu, zwaną B’Phone’em, stworzoną we współpracy z Beyoncé. B’Phone’a od wersji oryginalnej, oprócz parametrów technicznych, odróżniał m.in. burgundowo-złoty kolor, a także indywidualny dostęp do materiałów koncertowych oraz muzycznych z repertuaru Knowles.

### Perfumy Beyoncé
W 2010 roku premierę miały pierwsze perfumy Knowles, Heat. W ciągu pierwszej godziny sprzedano 72 tysiące flakonów, czyli 1200 buteleczek na minutę, zaś sam Heat stał się najpopularniejszym zapachem w Stanach Zjednoczonych. Po pierwszym miesiącu dostępności w Macy's, dochód ze sprzedaży Heat wyniósł ponad 3 miliony dolarów. Według ekspertów rynku, w pierwszym roku produkcji Heat mógł przynieść zyski w wysokości 100 milionów dolarów. 14 lutego 2011 roku premierę miały drugie perfumy Beyoncé – Heat Rush, stanowiące siostrzany zapach Heat. Z kolei we wrześniu tego samego roku w sklepach zadebiutowały trzecie perfumy Knowles, Pulse. W 2013 roku, z okazji rozpoczęcia trasy koncertowej The Mrs. Carter Show, na rynku pojawiła się limitowana wersja Heat. W sumie, sześć różnych edycji Heat pozostaje najlepiej sprzedającym się zapachem stworzonym przez osobę z show-biznesu, z zyskami ze sprzedaży przekraczającymi 400 milionów dolarów.

## Osiągnięcia

### Nagrody
Beyoncé otrzymała 35 nagrody Grammy (pośród 99 nominacji). W 2023 po zdobyciu 32 statuetki Grammy stała się najczęściej nagradzanym artystą w historii nagród przyznawanych przez National Academy of Recording Arts and Sciences. Znalazła się na 2. miejscu w zastawieniu 100 najbardziej nagradzanych gwiazd w historii według magazynu Fuse.

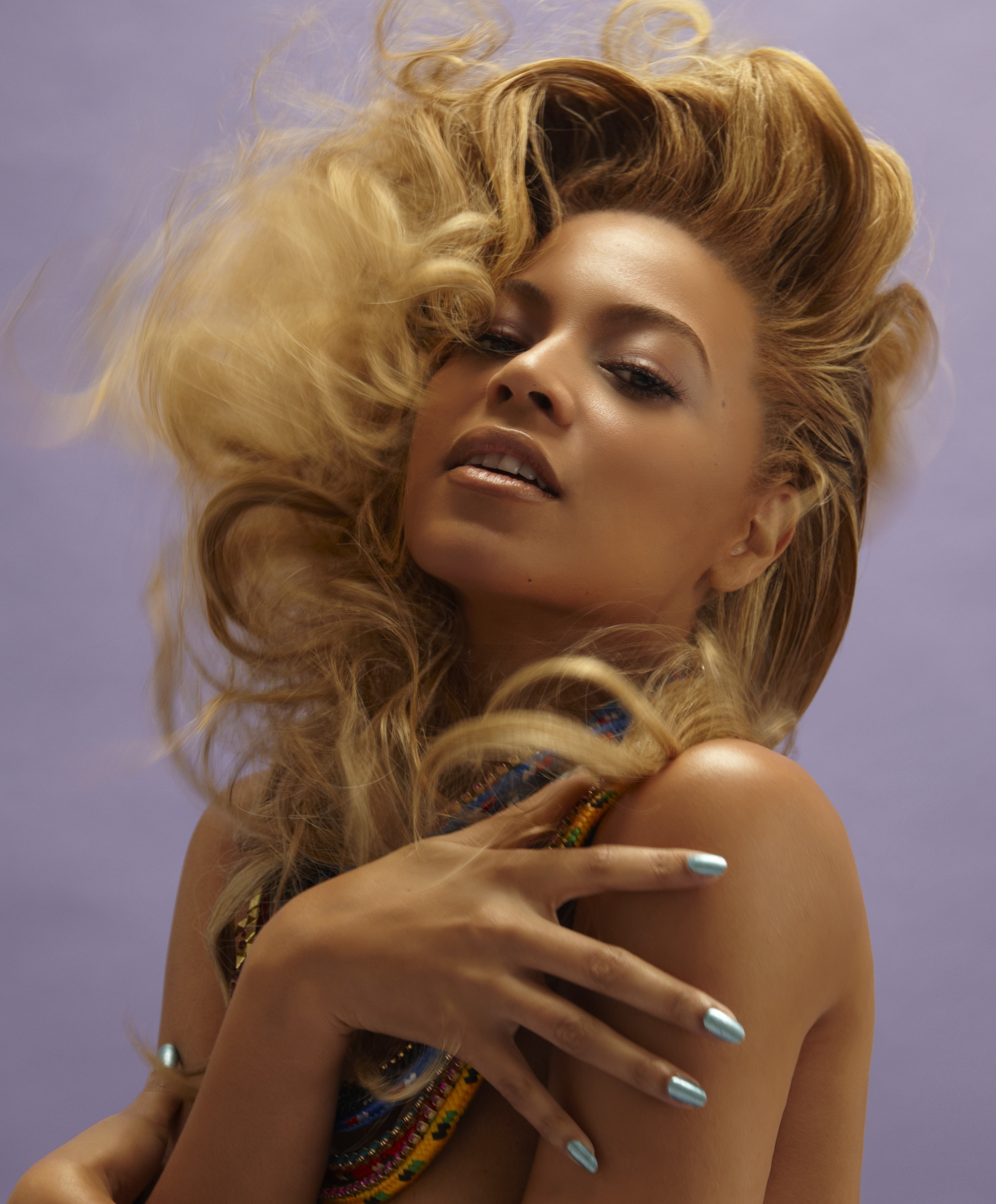
Artystyczna fotografia Beyoncé Knowles (2011)

Beyoncé zdobyła również 29 MTV Video Music Awards, co czyni ją najczęściej nagradzaną artystką w historii Video Music Award. Jest również najczęściej nagradzanym i nominowanym artystą w historii BET Award, zdobywając 32 nagrody z łącznej liczby 76 nominacji. Jest najbardziej nagradzaną osobą na Soul Train Music Awards z 21 nagrodami jako artysta solowy i najbardziej nagradzaną osobą na NAACP Image Awards z 27 nagrodami jako artysta solowy. Dodatkowo Beyoncé jest trzecią najczęściej nagradzaną artystką Billboard Music Award, posiadając 27 statuetek.
Otrzymała wiele nagród i nominacji za pracę filmową i telewizyjną. Otrzymała nominację do Oscara za najlepszą piosenkę oryginalną. Była czterokrotnie nominowana do Złotych Globów w tym jednokrotnie za grę aktorską w filmie Dreamgirls. Została wyróżniona dwiema nagrodami Critics’ Choice Movie Awards (pośród 5 nominacji). Byłą sześciokrotnie nominowana do Nagrody Satelita, w tym dwukrotnie w kategoriach aktorskich. Była trzykrotnie nominowana w kategoriach aktorskich do NAACP Image Award. Otrzymała 13 nominacji do Nagrody Emmy, a w 2025 pierwszą statuetkę.

### Wyróżnienia

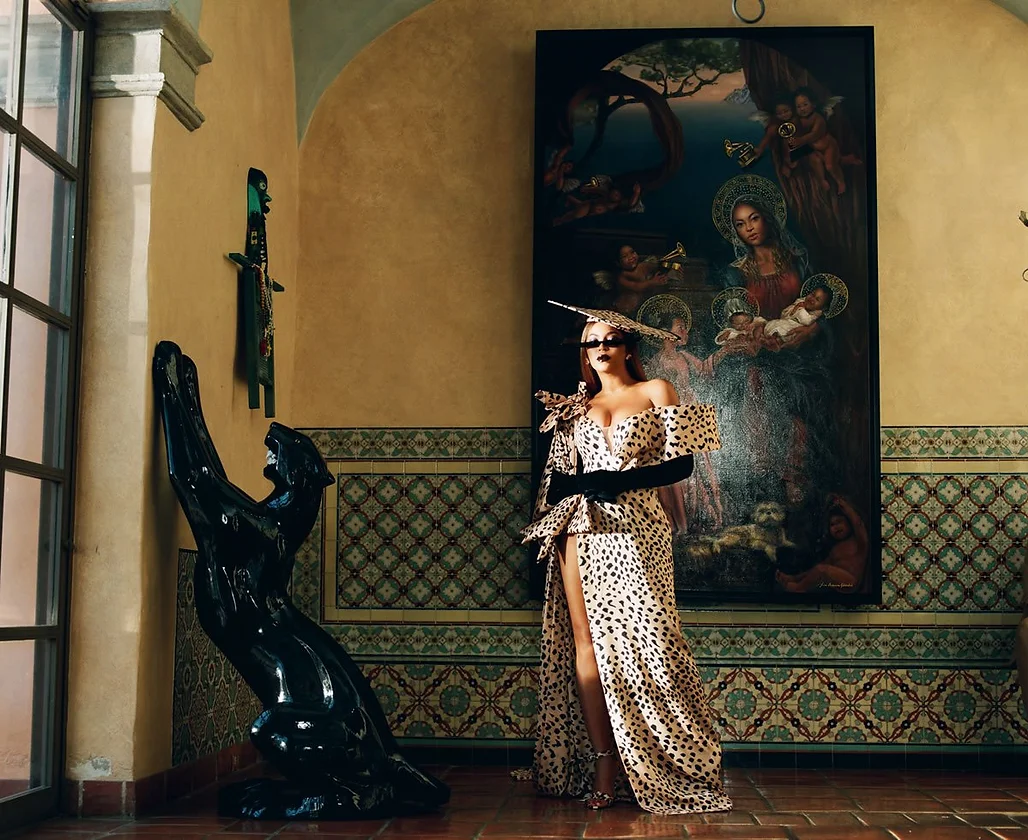
Beyoncé (2019)

Pojawiła się 16 razy w księdze Rekordów Guinnessa, przy czym utrzymuje 11 rekordów. Posiada swoje dni w stanie Minnesota (23 maja) oraz w miastach Columbia (21 sierpnia) i Orlando (29 sierpnia). W 2018 roku otrzymała klucze do Nowego Orleanu i Columbii.
Została uhonorowana tytułem Kobiety Roku 2009 według tygodnika Billboard. W 2010 roku znalazła się na dziewiątym miejscu najbardziej wpływowych kobiet na świecie według magazynu Forbes. W kolejnych latach zajęła: 18. miejsce (2011 i 2013), 23. miejsce (2012), 17. miejsce (2014), 21. miejsce (2015), 50. miejsce (2017 i 2018), 66. miejsce (2019), 72. miejsce (2020) i 76. miejsce (2021). W 2014 roku została uznana za najbardziej wpływową kobietą na świecie według magazynu Time. W 2016 roku zajęła 51. miejsce na liście najpotężniejszych kobiet magazynu biznesowego Fortune. W 2020 roku została wymieniona wśród 100 najbardziej wpływowych kobiet stulecia. W czerwcu 2018 roku magazyn Rolling Stone jej piosenka „Crazy in Love” zajęła 1. miejsce w zestawieniu 100 najlepszych piosenek XXI wieku. W 2020 roku magazyn muzyczny Pollstar przyznał jej nagrodę najlepszej artystki koncertowej dekady. W styczniu 2023 zajęła ósme miejsce na liście 200 najlepszych piosenkarzy wszech czasów według magazynu Rolling Stone.
W styczniu 2012 roku ogłoszono, że Scaptia beyonceae, gatunek muchówki z rodziny bąkowatych, który został odkryty na terenach północnego Queensland w Australii, zyskał swoją nazwę na cześć Beyoncé Knowles.

## Życie prywatne

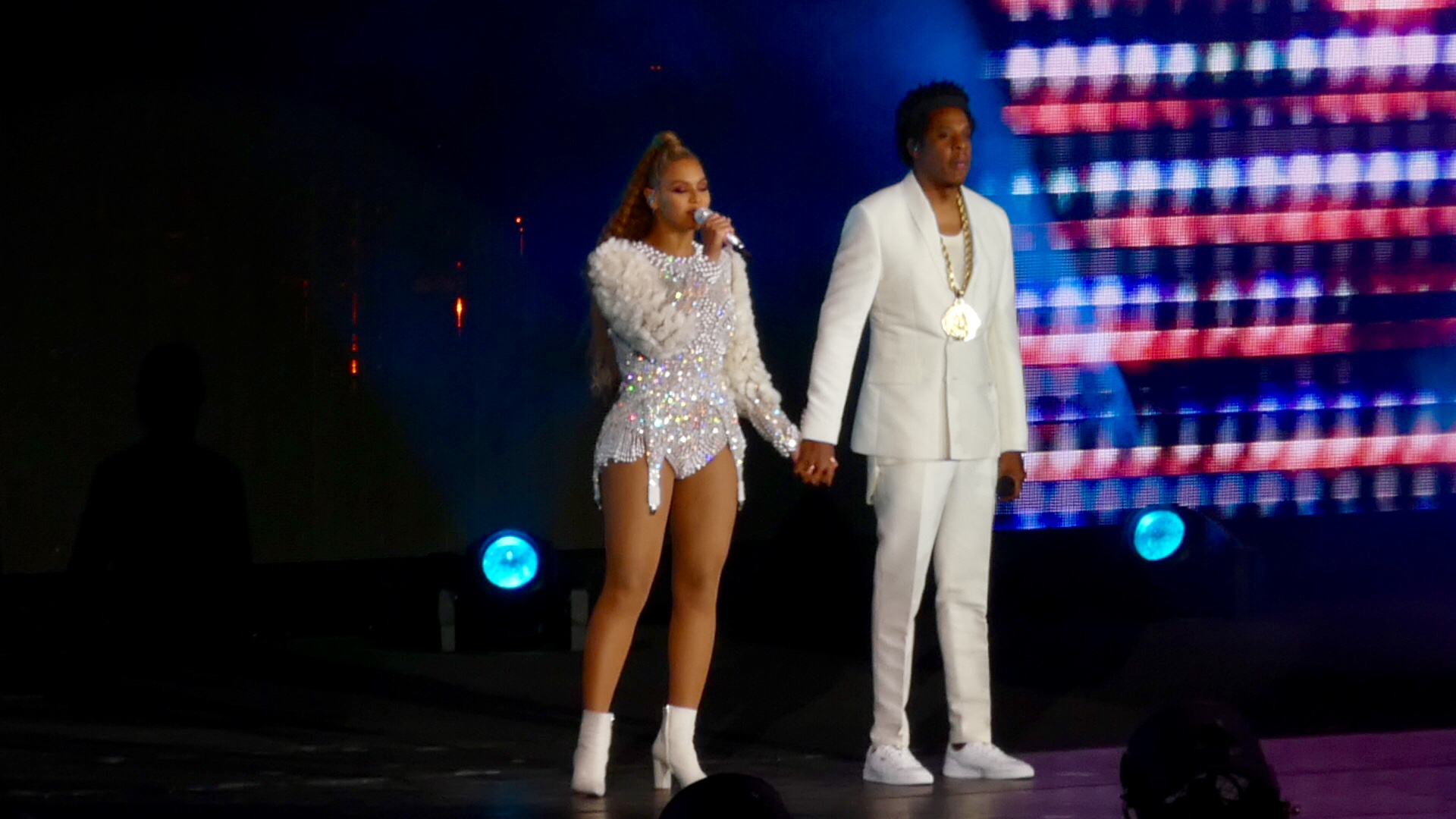
Beyoncé i Jay-Z (2018)

Od 2002 roku pozostaje w związku z raperem Jayem-Z, z którym kilkakrotnie współpracowała muzycznie. Pogłoski na temat łączących ich romantycznych relacji pojawiły się po nagraniu wspólnego utworu „’03 Bonnie & Clyde”. Mimo zainteresowania mediów, artyści nie ujawniali informacji na temat życia prywatnego. 4 kwietnia 2008 roku Beyoncé wyszła za Jaya-Z podczas prywatnej ceremonii na tarasie apartamentu Jaya-Z w nowojorskiej dzielnicy Tribeca. Fakt ten został nagłośniony przez media dopiero 22 kwietnia, kiedy ujawniono, że para wypełniła dokumenty ślubne. Media okrzyknęły uroczystość ślubną pary mianem jednego z najpilniej strzeżonych wydarzeń w historii show-biznesu; pomimo upływu lat, pierścionek zaręczynowy pozostawał jedynym znanym, potwierdzonym elementem związanym z ceremonią. 

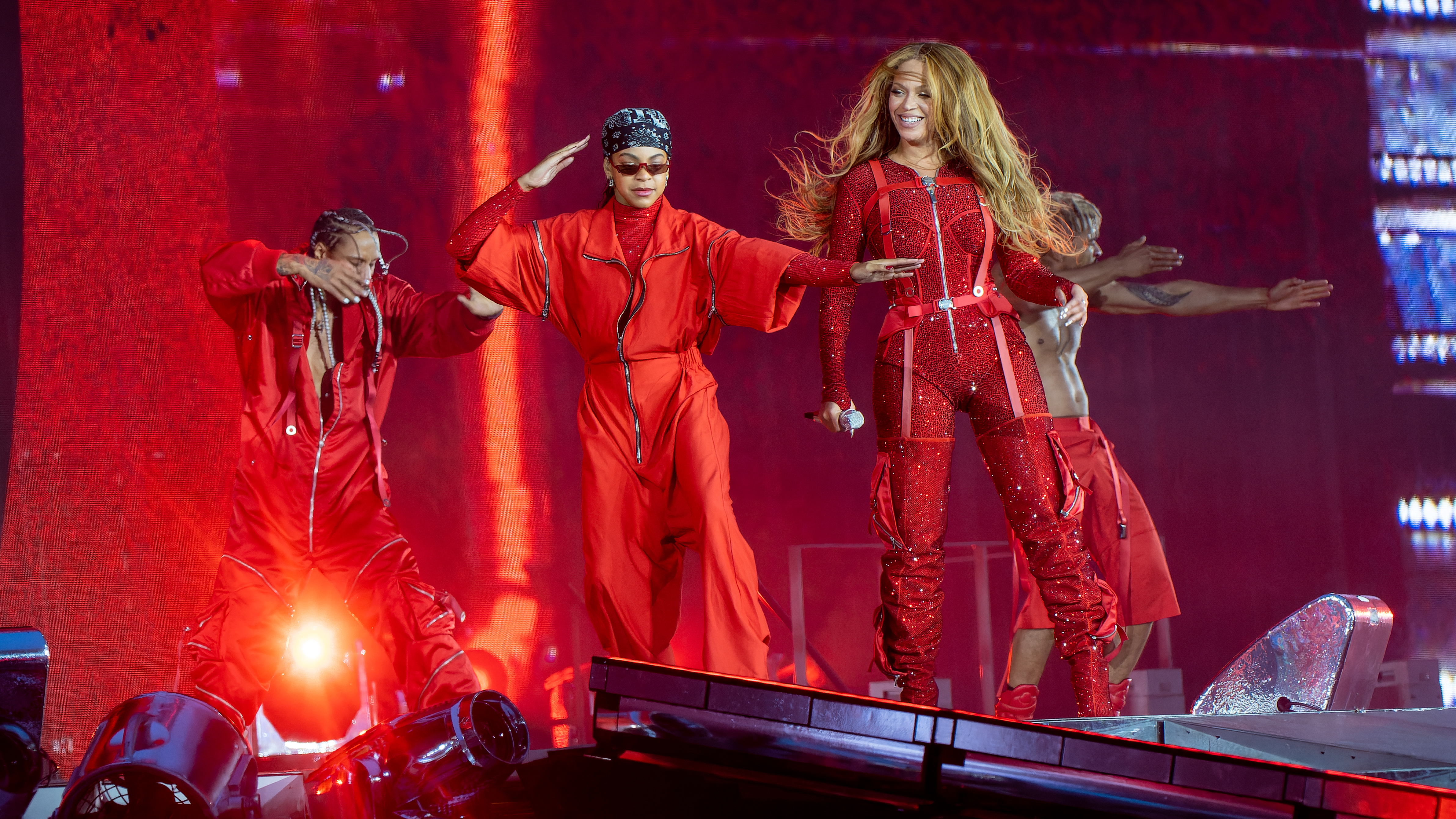
Beyoncé z córką podczas Renaissance World Tour (2023)

28 sierpnia 2011 roku Beyoncé i Jay-Z potwierdzili, że spodziewają się pierwszego dziecka. Blue Ivy Carter urodziła się w 7 stycznia 2012 roku w prywatnym skrzydle nowojorskiego szpitala Lennox Hill w Upper East Side. 1 lutego 2017 roku para oznajmiła, że spodziewa się bliźniaków. Córka Rumi i syn Sir urodzili się 13 czerwca 2017.
Beyoncé i Jay-Z przez trzy lata z rzędu byli najlepiej zarabiającą parą Hollywood według magazynu Forbes. W 2008 roku łączny roczny dochód pary wyniósł 162 mln USD, w 2009 roku stanowił 122 mln USD, a w 2010 roku szacowany był na 150 mln USD. Beyoncé i Jay-Z zostali uznani za najbardziej wpływową i najlepiej zarabiającą parę świata w wydaniu Księgi rekordów Guinnessa z 2011 roku. Kilka miesięcy później umieszczeni zostali przez Forbesa na 2. miejscu zestawienia najlepiej zarabiających par Hollywood 2011 roku, z rocznym zyskiem 72 mln USD; ustąpili wówczas jedynie Gisele Bündchen i Tomowi Brady’emu (76 milionów dolarów). W 2009 roku zajęli 47. miejsce na stworzonej przez magazyn New Statesman liście 50 postaci mających największy wpływ na współczesny obraz świata. W styczniu 2012 zajęli 13. miejsce na liście czasopisma Billboard Power 100 uwzględniającej najbardziej wpływowe osoby branży muzycznej. W 2012 roku powrócili na szczyt listy najlepiej zarabiających par Hollywood, generując łączny dochód w wysokości 78 mln USD.

## Dyskografia

### Albumy studyjne
| Rok  | Tytuł albumu         |
| ---- | -------------------- |
| 2003 | Dangerously in Love  |
| 2006 | B’Day                |
| 2008 | I Am... Sasha Fierce |
| 2011 | 4                    |
| 2013 | Beyoncé              |
| 2016 | Lemonade             |
| 2022 | Renaissance          |
| 2024 | Cowboy Carter        |

## Trasy koncertowe
| Rok       | Nazwa trasy                     |
| --------- | ------------------------------- |
| 2003      | Dangerously in Love Tour        |
| 2004      | Verizon Ladies First Tour       |
| 2007      | The Beyoncé Experience          |
| 2009–2010 | I Am... Tour                    |
| 2013–2014 | The Mrs. Carter Show World Tour |
| 2014      | On the Run Tour                 |
| 2016      | The Formation World Tour        |
| 2018      | On the Run II Tour              |
| 2023      | Renaissance World Tour          |
| 2025      | Cowboy Carter Tour              |

## Filmografia

### Gra aktorska
| Rok  | Film                          | Rola                | Notki |
| ---- | ----------------------------- | ------------------- | --- |
| 2002 | Austin Powers i Złoty Członek | Foxxy Cleopatra     | Nominacja – Black Reel Award for Best Breakthrough Performance Nominacja – MTV Movie Award for Best Breakthrough Performance |
| 2003 | Wojna pokus                   | Lilly               | Nominacja – Black Reel Award for Best Actress Nominacja – NAACP Image Award for Outstanding Actress in a Motion Picture |
| 2004 | Fade to Black                 | ona sama            | dokument o Jayu-Z |
| 2006 | Różowa Pantera                | Xania               | rola drugoplanowa |
| 2006 | Dreamgirls                    | Deena Jones         | Nominacja – Złoty Glob w kategorii najlepsza aktorka w filmie komediowym lub musicalu Nominacja – MTV Movie Award w kategorii najlepszy występ aktorski Nominacja – Black Reel Award w kategorii najlepszej aktorki Nominacja – NAACP Image Award w kategorii najlepszej aktorki w filmie fabularnym Nominacja – Satellite Award w kategorii najlepsza aktorka – komedia lub musical |
| 2008 | Cadillac Records              | Etta James          | Wygrana – Black Reel Award w kategorii najlepszej obsady Nominacja – NAACP Image Award w kategorii najlepszej aktorki drugoplanowej w filmie fabularnym Nominacja – Satellite Award w kategorii najlepsza aktorka drugoplanowa – film fabularny |
| 2009 | Obsesja                       | Sharon Charles      | Wygrana – MTV Movie Award w kategorii najlepsza walka |
| 2013 | Tajemnica zielonego królestwa | królowa Tara (głos) | główna rola |
| 2019 | Król lew                      | Nala (głos)         | Wygrana – People’s Choice Award w kategorii gwiazdy filmu animowanego |
| 2024 | Mufasa: Król lew              | Nala (głos)         | |

| Rok  | Film                         | Rola         | Notki |
| ---- | ---------------------------- | ------------ | --- |
| 1998 | Inny w klasie                | ona sama     | „A Date with Destiny” (seria 3, odcinek 10) |
| 2000 | Sławny Jett Jackson          | ona sama     | „Backstage Pass” (seria 3, odcinek 16) |
| 2001 | Carmen: A Hip Hopera         | Carmen       | główna rola, film telewizyjny |
| 2003 | All of Us                    | ona sama     | „Kindergarten Confidential” (seria 1, odcinek 4) |
| 2007 | My Night at the Grammys      | ona sama     | film telewizyjny |
| 2009 | Wow! Wow! Wubbzy!            | Shine (głos) | „Wubbzy’s Big Makeover/The Big Wuzzlewood” (seria 2, odcinek 22) „Wubb Girlz Rule!/Wuzzleburg Idol” (seria 2, odcinek 19) „Bye Bye Wuzzleburg/Wubbzy’s Wacky Journey” (seria 2, odcinek 20) „Lights, Camera, Wubbzy!/A Wubbstar Is Born” (seria 2, odcinek 23) |
| 2009 | Wow! Wow! Wubbzy!: Wubb Idol | Shine (głos) | film telewizyjny |

### Reżyseria
| Rok  | Film                            | Rola                                                 | Notki |
| ---- | ------------------------------- | ---------------------------------------------------- | --- |
| 2010 | I Am... World Tour              | reżyser, producent                                   | film koncertowy Nominacja – Nagroda Grammy w kategorii najlepszy film muzyczny Nominacja – NAACP Image Awards w kategorii Outstanding Variety – Series or Special |
| 2011 | Live at Roseland: Elements of 4 | reżyser, producent wykonawczy                        | film koncertowy |
| 2013 | Life Is But a Dream             | reżyser, producent wykonawczy, scenarzysta, narrator | film dokumentalny Nominacja – NAACP Image Awards w kategorii wybitny dokument telewizyjny |
| 2016 | Lemonade                        | reżyser, kompozytor, producent wykonawczy            | film muzyczny/album wizualny Nominacja – Nagroda Grammy w kategorii najlepszy film muzyczny Nominacja – Primetime Emmy Awards w kategoriach wybitny program specjalny oraz wybitna reżyseria programu specjalnego |
| 2019 | Homecoming: A Film by Beyoncé   | reżyser, scenarzysta, kompozytor                     | film dokumentalny/koncertowy Wygrana – Nagroda Grammy w kategorii najlepszy film muzyczny Wygrana – NAACP Image Awards w kategorii Outstanding Variety – Series or Special Nominacja – Primetime Emmy Awards w kategoriach: wybitny program specjalny, wybitna reżyseria programu specjalnego, wybitny scenariusz dla programu specjalnego oraz wybitna reżyseria dźwięku |
| 2020 | Black Is King                   | reżyser, scenarzysta                                 | film muzyczny/album wizualny Nominacja – Nagroda Grammy w kategorii najlepszy film muzyczny Nominacja – NAACP Image Awards w kategoriach Outstanding Variety – Series or Special oraz wybitna reżyseria w filmie telewizyjnym lub specjlanym |
| 2023 | Renaissance: A Film by Beyoncé  | reżyser, scenarzysta, producent                      | film dokumentalny/koncertowy Wygrana – GLAAD Media Awards w kategorii Special Recognition Nominacja – BET Awards w kategorii najlepszy film Nominacja – Black Reel Awards w kategoriach wybitny film dokumentalny oraz wybitne kostiumy |